# Controvérsias envolvendo Jair Bolsonaro

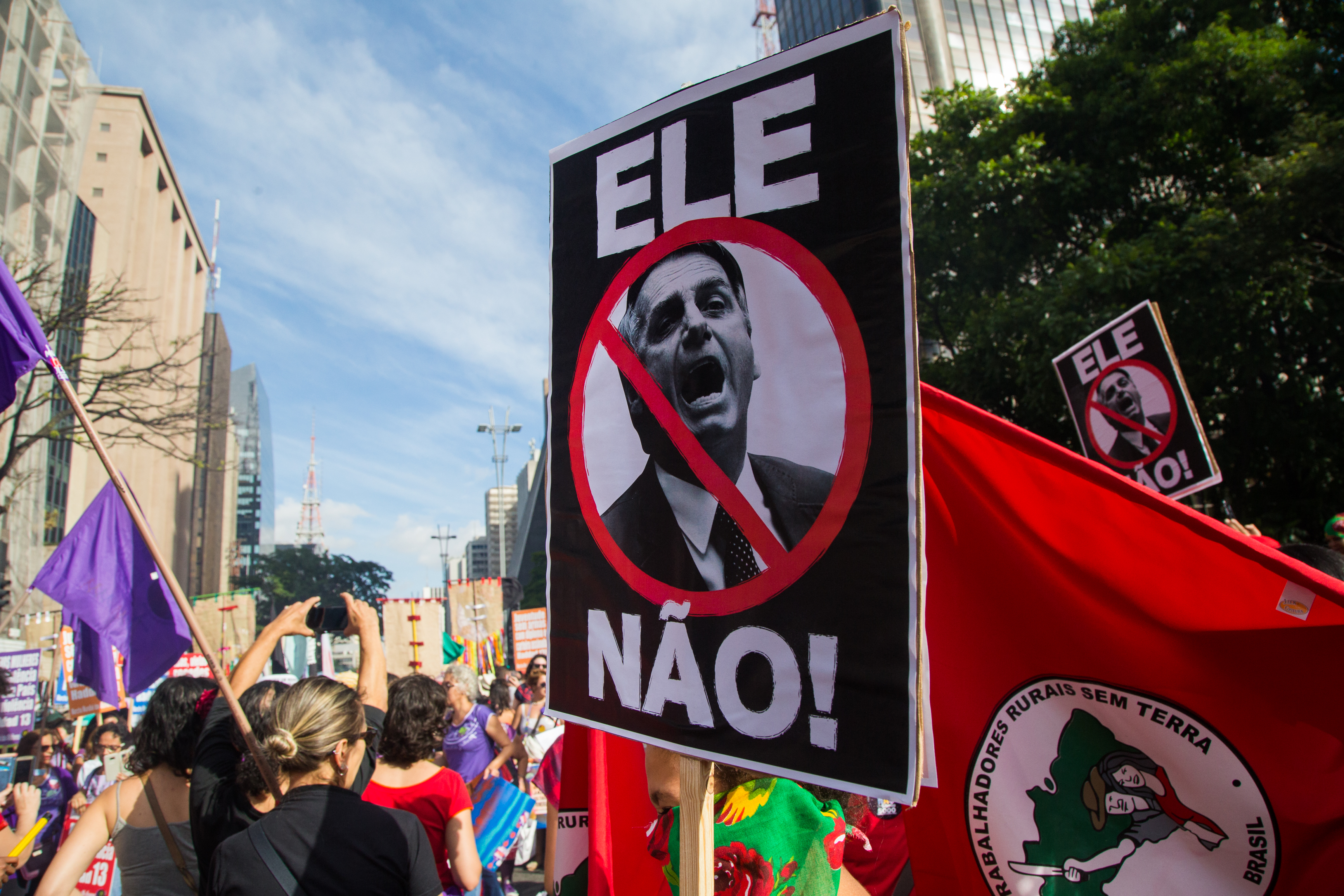
Cartaz simbolizando o Movimento Ele Não.

Boneco inflável de Bolsonaro em Brasília durante os protestos contra o governo em 2021

Entre as principais controvérsias envolvendo Jair Bolsonaro, podem se citar suas posições populistas, por suas críticas à esquerda, por classificar a tortura como prática legítima, por posições contrárias aos direitos LGBT e por várias outras declarações controversas, as quais lhe renderam cerca de 30 pedidos de cassação e três condenações judiciais. Várias organizações internacionais acreditam que as suas tendências autoritárias criam o risco de que a sociedade civil, a imprensa, os afro-brasileiros, os indígenas, e os críticos do governo enfrentarem danos irreparáveis. Bolsonaro também tem uma relação hostil com a imprensa e foi acusado de proliferar notícias falsas.
Apesar de seus posicionamentos serem amplamente classificados na extrema-direita do espectro político, Bolsonaro rejeita tal categorização. Inicialmente, Bolsonaro não via a si mesmo como representante do espectro ideológico de direita, chegando a ocupar a tribuna da Câmara dos Deputados, em 12 de março de 1999, para tecer elogios à deputada federal Luiza Erundina, filiada ao PSB e sempre reconhecida como um quadro de esquerda. No período após as eleições de 2002, declarou em discursos na Câmara dos Deputados que votou em Luiz Inácio Lula da Silva (PT) no segundo turno, tendo apoiado no primeiro turno o candidato Ciro Gomes (então filiado ao PPS).
Suas declarações já foram classificadas como discurso de ódio, homofóbicas, misóginas e sexistas, racistas e antirrefugiados. Em agosto de 2018, a revista britânica The Economist definiu o deputado como "radical", "religioso nacionalista", "demagogo de direita", "apologista de ditadores" e como uma "ameaça à democracia".
Bolsonaro defende frequentemente a ditadura militar brasileira. Durante discussão com manifestantes em dezembro de 2008, declarou que "o erro da ditadura foi torturar e não matar." Ele foi criticado pelos meios de comunicação, por políticos e pelo Grupo Tortura Nunca Mais, sobretudo depois de ter afixado na porta de seu escritório um cartaz que dizia aos familiares dos desaparecidos na ditadura militar que "quem procura osso é cachorro". Na pandemia de COVID-19, Bolsonaro promoveu a desinformação e fez declarações contrárias às recomendações dos órgãos de saúde, além de realizar diversas atividades públicas.

## Operação Beco Sem Saída

Bolsonaro e o esquema, de próprio punho, do plano de ataque à Adutora do Guandu, integrante da rede de abastecimento de água do Rio de Janeiro

Em 27 de outubro de 1987, Jair Bolsonaro informou à repórter Cássia Maria, da revista Veja, sobre a operação "Beco Sem Saída". Na época, Bolsonaro apoiava a melhoria do soldo e era contra a prisão do capitão Saldon Pereira Filho. A operação teria como objetivo explodir bombas de baixa potência em banheiros da Vila Militar, da Academia Militar das Agulhas Negras, em Resende, e em alguns outros quartéis militares com o objetivo de protestar contra o baixo salário que os militares recebiam na época.
Bolsonaro teria desenhado o croqui de onde a bomba seria colocada na Adutora do Guandu, que abastece de água ao município do Rio de Janeiro. A revista entregou o material ao então Ministro do Exército e este, após quatro meses de investigação, concluiu que a reportagem estava correta e que os capitães haviam mentido. Por unanimidade, o Conselho de Justificação Militar (CJM) considerou, em 19 de abril de 1988, que Bolsonaro era culpado e que fosse "declarada sua incompatibilidade para o oficialato e consequente perda do posto e patente, nos termos do artigo 16, inciso I da lei nº 5836/72". Em sua defesa, Bolsonaro alegou na época que a revista Veja tinha publicado acusações fraudulentas para vender mais com artigos sensacionalistas
O caso foi entregue ao Superior Tribunal Militar (STM). O julgamento foi realizado em junho de 1988 e o tribunal acolheu a tese da defesa de Bolsonaro e do também capitão Fábio Passos da Silva, segundo a qual as provas documentais — cujo laudo pericial fora feito pela Polícia do Exército — eram insuficientes por não permitirem comparações caligráficas, uma vez que fora usada letra de imprensa. A estratégia utilizada em sua defesa foi que tinha 4 laudos ao invés de somente 2 que o sistema exige, fazendo os juízes ministros a cometerem engano técnico na sentença a ser proferida. Assim, o STM absolveu os dois oficiais, que assim foram mantidos nos quadros do Exército. Ainda em 1988, Bolsonaro foi para a reserva, com a patente de capitão, e no mesmo ano iniciou sua carreira política, concorrendo a vereador do Rio de Janeiro. O laudo da Polícia do Exército, no entanto, seria mais tarde desmentido pela Polícia Federal, que confirmou a caligrafia de Bolsonaro.

## Corrupção
Em dezembro de 2020, o presidente Jair Bolsonaro foi eleito o "Pessoa Corrupto do Ano" pela Organized Crime and Corruption Reporting Project (OCCRP), um consórcio internacional formado por jornalistas investigativos. O prêmio "reconhece o indivíduo ou instituição que mais fez para promover a atividade criminosa organizada e a corrupção no mundo". Segundo a organização, Bolsonaro venceu por "se cercar de figuras corruptas, usar propaganda para promover sua agenda populista, minar o sistema de justiça e travar uma guerra destrutiva contra a região amazônica que enriqueceu alguns dos piores proprietários de terras do país".

### Patrimônio

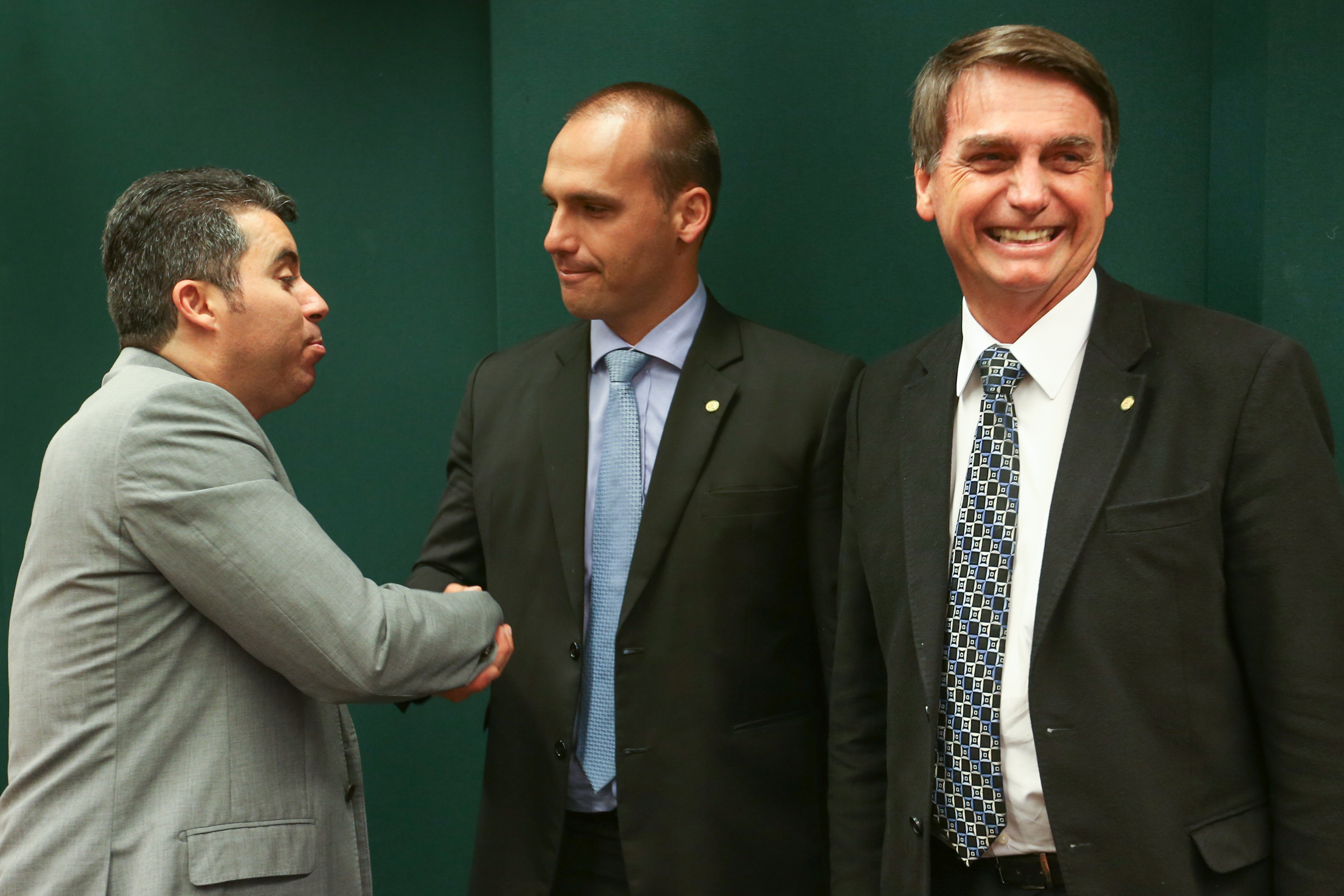
O deputado Marcos Rogério cumprimenta Eduardo Bolsonaro ao lado de Jair Bolsonaro.

Entre 2010 a 2014, o patrimônio do deputado cresceu mais de 150%, segundo a declaração registrada no TSE. Neste período, o parlamentar adquiriu cinco imóveis que juntos valem 8 milhões de reais, entre eles duas casas na Barra da Tijuca, Rio de Janeiro, compradas por 500 mil e 400 mil reais, respectivamente, valores muito abaixo do avaliado pela prefeitura carioca na época. O Conselho Federal de Corretores de Imóveis (Cofeci) afirma ter "sérios indícios" de que a operação de compra tenha envolvido lavagem de dinheiro. Segundo a Justiça Eleitoral, o parlamentar possui carros de até 105 mil reais, um jet-ski e aplicações financeiras de 1,7 milhão de reais. Quanto entrou na política em 1989, seu único rendimento desde então, Bolsonaro declarava ter um Fiat Panorama e dois lotes em Resende, no valor de 10 mil reais. Até 2008, o parlamentar e seus filhos declaravam um patrimônio de cerca de 1 milhão de reais, que foi multiplicado para cerca de 15 milhões de reais em 2017. Como deputado, recebe um salário líquido de 25 mil reais, além do soldo do Exército Brasileiro, de cerca de 5.700 reais brutos. Em sua defesa, Bolsonaro alegou que Rodrigo Janot, ex-procurador Geral da República, arquivara uma denúncia anônima sobre sua declaração de bens em 2014 e que as acusações são "calúnias" e parte de uma "campanha para assassinar sua reputação".
O parlamentar também recebe da Câmara cerca de 3 mil reais de auxílio-moradia desde 1995, apesar de ter um apartamento de dois quartos em Brasília desde 1998. Ao ser questionado pela Folha de S.Paulo sobre como usou o dinheiro do benefício, ele respondeu: "Como eu estava solteiro naquela época, esse dinheiro do auxílio-moradia eu usava para comer gente." e em seguida disse que esta é a resposta que a repórter merecia.
Uma reportagem do site Vice trouxe a questão à tona em março de 2017 devido à repercussão da Operação Carne Fraca. O político postou um vídeo em seu canal do YouTube, onde explica que os 200 mil reais, metade do valor gasto em sua campanha, foram devolvidos como "doação ao partido". No entanto, na planilha do TSE, o mesmo valor (200 mil reais) volta à conta de Bolsonaro, mas desta vez em uma doação feita pelo fundo partidário.
Em abril de 2017, Bolsonaro foi denunciado por usar a cota parlamentar para pagar viagens pelo país em que se apresenta como pré-candidato à Presidência em 2018. A cota reembolsa viagens e outras despesas do mandato. Nas regras de uso, a Câmara diz que "não serão permitidos gastos de caráter eleitoral". O conteúdo das falas de Bolsonaro, contudo, é explicitamente voltado à disputa de 2018. Em cinco meses entre 2016 e 2017, ao menos seis viagens do deputado foram custeadas pela Câmara por um total de 22 mil reais. A assessoria de imprensa do parlamentar negou que ele esteja em campanha e alegou que o uso da cota para viagens é relacionado à participação na Comissão de Segurança Pública da Câmara, no qual é suplente.
Em 7 de abril de 2020, a Agência Sportlight revelou notas fiscais que mostram que Bolsonaro, quando deputado, superfaturou reembolso de verba pública de combustível. No final do mês, o ministro Luiz Fux, do Supremo Tribunal Federal (STF), encaminhou uma notícia-crime para a Procuradoria-Geral da República (PGR) contra o presidente Jair Bolsonaro. A criminalista Sidney Duran Gonzalez apresentou a denúncia.

### Nepotismo
Em dezembro de 2017, o jornal O Globo divulgou que o deputado e seus filhos empregaram uma ex-mulher do parlamentar e dois parentes dela em cargos públicos em seus gabinetes. Segundo o jornal, essas pessoas ocuparam as vagas a partir de 1998. No entanto, como as contratações ocorreram antes de 2008, quando o Supremo Tribunal Federal (STF) normatizou as regras contra o nepotismo, elas não podem ser legalmente classificadas dessa maneira.
Uma reportagem da Folha de S.Paulo, feita em janeiro de 2018, denunciou que o deputado contratava uma servidora fantasma em Brasília. Segundo a matéria, entre janeiro e junho, Walderice Santos da Conceição recebeu mais de 17 mil reais como funcionária do gabinete do parlamentar na Câmara dos Deputados, mas trabalhava como vendedora de açaí no município de Angra dos Reis, no Rio de Janeiro. A secretária figurava desde 2003 como um dos 14 funcionários do deputado na capital federal, com um salário bruto de 1.416,33 reais. Em agosto de 2018, Bolsonaro anunciou que a Walderice pedira demissão do emprego de assessora e comentou: "Tem dois cachorros lá e pra não morrer de vez em quando ela dá água pros cachorros lá, só isso. O crime dela é esse aí, é dar água pro cachorro".

### Ana Cristina Valle
Em setembro de 2018, a revista Veja publicou matéria na qual trazia detalhes de um processo com mais 500 páginas movido pela ex-mulher Ana Cristina Siqueira Valle contra Bolsonaro. No processo, protocolado em abril de 2008 na 1ª Vara de Justiça de Família do Rio de Janeiro, em meio a uma separação litigiosa, Ana Cristina fez diversas acusações contra Bolsonaro, entre as quais: ocultação de patrimônio perante a Justiça Eleitoral no pleito de 2006, incompatibilidade de renda com seus ganhos mensais e furto de dinheiro vivo e joias de um cofre em uma agência do Banco do Brasil. Após as denúncias, a Receita Federal abriu investigação ainda em 2008, porém não encontrou irregularidades. Após a divulgação da reportagem, Bolsonaro enviou requerimento ao Ministério Público do Rio de Janeiro, solicitando a retirada de circulação da edição 2602 da revista Veja. Também pedia, no requerimento, a apuração de como a reportagem teve acesso a um processo que estava arquivado e tramitou em segredo de Justiça. Posteriormente, Ana Cristina alegou ter mentido à Justiça em seu depoimento.

### Caixa dois
Em 19 de outubro de 2018, o Tribunal Superior Eleitoral, após pedido do Partido dos Trabalhadores, iniciou uma investigação com base em uma reportagem do jornal Folha de S.Paulo, segundo a qual empresas pagaram, em contratos que chegariam a 12 milhões de reais, pelo envio em massa de notícias falsas contra o candidato petista no aplicativo WhatsApp para favorecer a campanha presidencial de Bolsonaro. A defesa de Bolsonaro diz que a campanha do candidato foi falsamente acusada, e que tomaria "as medidas judiciais cabíveis". Segundo o PT, o ato consistiria na prática de caixa dois.
Em uma entrevista a um programa da Rede Bandeirantes em 1999, o parlamentar afirmou: "Conselho meu e eu faço: eu sonego tudo o que for possível." O nome do então deputado está registrado na chamada Lista de Furnas, um esquema de corrupção que usou dinheiro de caixa dois para abastecer 156 campanhas políticas no ano 2000. Apesar de o parlamentar alegar que a lista é falsa, sua autenticidade foi comprovada por um laudo da Polícia Federal. Em Consulta aos Doadores e Fornecedores de Campanha de Candidatos, no site do Tribunal Superior Eleitoral (TSE), o nome de Bolsonaro também aparece como recebedor de 200 mil reais da empresa JBS, durante sua campanha em 2014. Naquele ano, Bolsonaro foi reeleito deputado federal com o maior número de votos no Rio de Janeiro e recebeu mais de 460 mil votos.
Em 2016, Bolsonaro se posicionou contrário à anistia ao caixa 2, uma emenda articulada principalmente por partidos e parlamentares envolvidos na Operação Lava Jato, para anistiar crimes de caixa 2.
Em 7 de outubro de 2020, Bolsonaro anunciou o fim da Operação Lava-Jato dizendo que não tem corrupção no seu governo. O ex-membro da operação, Carlos Fernando dos Santos Lima, disse pelo Facebook, que Bolsonaro acabou com a Lava Jato "por medo" e que o presidente é "um dos responsáveis por matar" a operação fazendo uma aliança política com "Renans, Maias, Aras, Toffolis e Gilmares, e todos, de mãos dadas em torno do grande acordão nacional, resolveram salvar o sistema podre e nefasto da corrupção política. Bolsonaro é um estelionato vergonhoso".

### Caso Queiroz
Em 2019, Ministério Público do Estado do Rio de Janeiro abriu procedimento de investigação de possível lavagem de dinheiro e ocultação de patrimônio do do ex-assessor parlamentar Fabrício Queiroz e do senador Flávio Bolsonaro. De acordo com o banco responsável pela conta, as movimentações financeiras seriam incompatíveis com o patrimônio, a atividade econômica ou ocupação profissional e a capacidade financeira de Queiroz. No período, pelo menos oito funcionários do gabinete de Flávio Bolsonaro fizeram depósitos que totalizaram 150 mil reais na conta de Queiroz, sempre em datas posteriores aos pagamentos dos salários. Tais operações levantaram suspeitas de que o parlamentar se apropriasse indevidamente de parte dos salários dos servidores, na prática ilegal conhecida como "rachadinha". Uma das movimentações de Queiroz mencionadas pelo relatório é um cheque de 24 mil reais emitido em favor da primeira-dama Michelle Bolsonaro, justificada por Jair Bolsonaro como pagamento de um empréstimo de 40 mil reais.
No dia 23 de agosto de 2020, ao ser questionado por um repórter do Grupo Globo sobre os depósitos realizados por Fabrício Queiroz no valor total de 89 mil reais na conta da primeira-dama Michelle Bolsonaro, o então presidente ameaçou o repórter respondendo: "Minha vontade é encher tua boca na porrada." Mais uma vez o episódio teve uma repercussão negativa, inclusive internacionalmente, gerando críticas de diversas entidades como a Associação Brasileira de Imprensa, a Associação Brasileira de Jornalismo Investigativo e a Ordem dos Advogados do Brasil. Jair Bolsonaro e seu filho Carlos Bolsonaro chegaram a divulgar em suas redes sociais uma versão diferente da história, com uma legenda distorcendo a situação, porém foram rapidamente refutados por portais de checagem de notícias.

### Caso das joias sauditas
Em 3 de março de 2023, uma reportagem do jornal O Estado de São Paulo, e confirmada pela CNN Brasil, informou que, em outubro de 2021, durante a presidência de Jair Bolsonaro, membros do alto e médio escalão seu governo teriam supostamente tentado trazer para o Brasil, de forma contrária ao prevista pela lei, um conjunto de joias avaliado em 16,5 milhões de reais, composto por colar, anel, relógio e par de brincos de diamantes, que seriam supostamente um presente da monarquia da Arábia Saudita para a então primeira-dama Michelle Bolsonaro. Com a apreensão das jóias pela Receita Federal por causa da suposta ilegalidade, os funcionários alfandegários supostamente teriam sofrido pressões desses integrantes do Governo Bolsonaro para a liberação das mesmas, não tendo obtido êxito diante da resistência dos fiscais a pelo menos quatro tentativas de retirada dos itens da alfândega após a apreensão por meios diferentes dos previstos pela lei, sendo que a última delas teria supostamente ocorrido faltando dois dias antes do final do mandato presidencial, em 29 de dezembro de 2022.
Após esses relatos jornalísticos, reportagem do UOL informou que a Polícia Federal teria instaurado um inquérito policial em 6 de março de 2023 para apurar o fato noticiado e investigar o suposto envolvimento do ex-presidente Jair Bolsonaro, bem como de outras pessoas no episódio.
No dia 9 de março de 2023, o ministro Augusto Nardes do Tribunal de Contas da União (TCU) determinou que o ex-presidente Bolsonaro preservasse intacto e não usasse o acervo de joias masculinas que teria recebido da Arábia Saudita, sendo que o primeiro conjunto (kit) de presentes havia sido retida pela Receita Federal no aeroporto de Guarulhos em outubro de 2021. Neste mesmo dia, o presidente da Comissão de Transparência e Fiscalização do Senado Federal, o senador Omar Aziz, informou que iria investigar a existência de relação entre a venda da Refinaria Landulpho Alves em Mataripe (situada na Bahia e anteriormente pertencente até 2021 à Petrobrás) e as joias recebidas como presente da Arabia Saudita pelo governo Bolsonaro, O ex-presidente teria rejeitado essas acusações por meio de suas redes sociais.
Em 15 de março de 2023, o mesmo TCU determinou que o ex-presidente Jair Bolsonaro devolvesse aos cofres da Presidência da República no prazo de cinco dias, o estojo com joias masculinas recebido da Arábia Saudita e armas doadas pelos Emirados Árabes Unidos.
Em 24 de março de 2023, os advogados do ex-presidente Bolsonaro entregaram o segundo conjunto de joias recebido e estimado em R$ 400 mil. Após constatar que ainda haviam joias em poder de Jair Bolsonaro, o TCU determinou que o ex-presidente Jair Bolsonaro devolvesse a terceira caixa de joias que ele recebeu do governo da Arábia Saudita, com bens estimados em mais de R$ 500 mil, e que ele guardou para si. O ex-presidente efetuou a entrega desse terceiro conjunto de joias em 4 de abril de 2023, um dia antes do depoimento que ele prestou para a Polícia Federal em 5 de abril de 2023.

## Direitos humanos

### Armamento, violência física, pena de morte e tortura

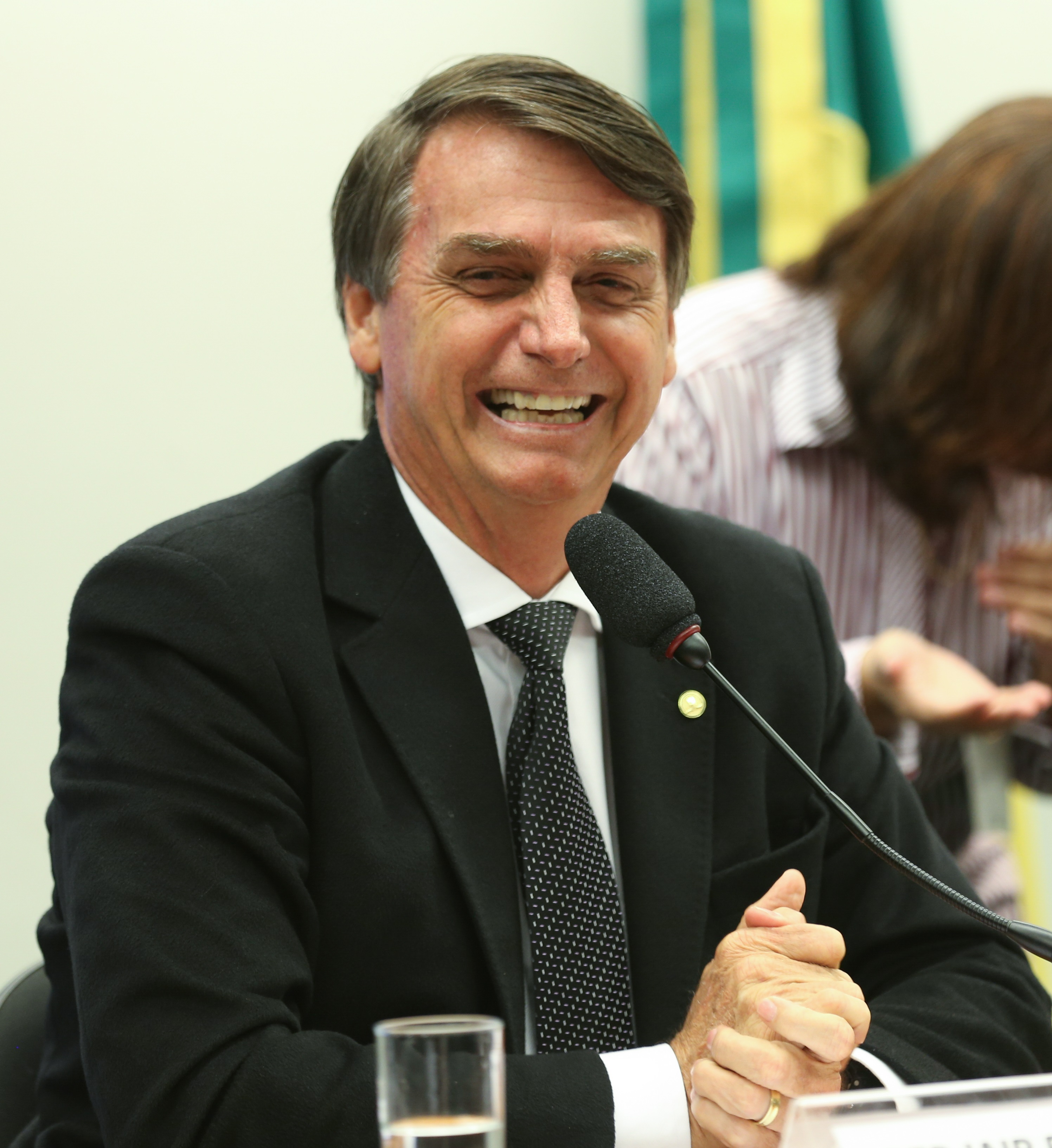
Bolsonaro na Comissão de Ética da Câmara em novembro de 2016

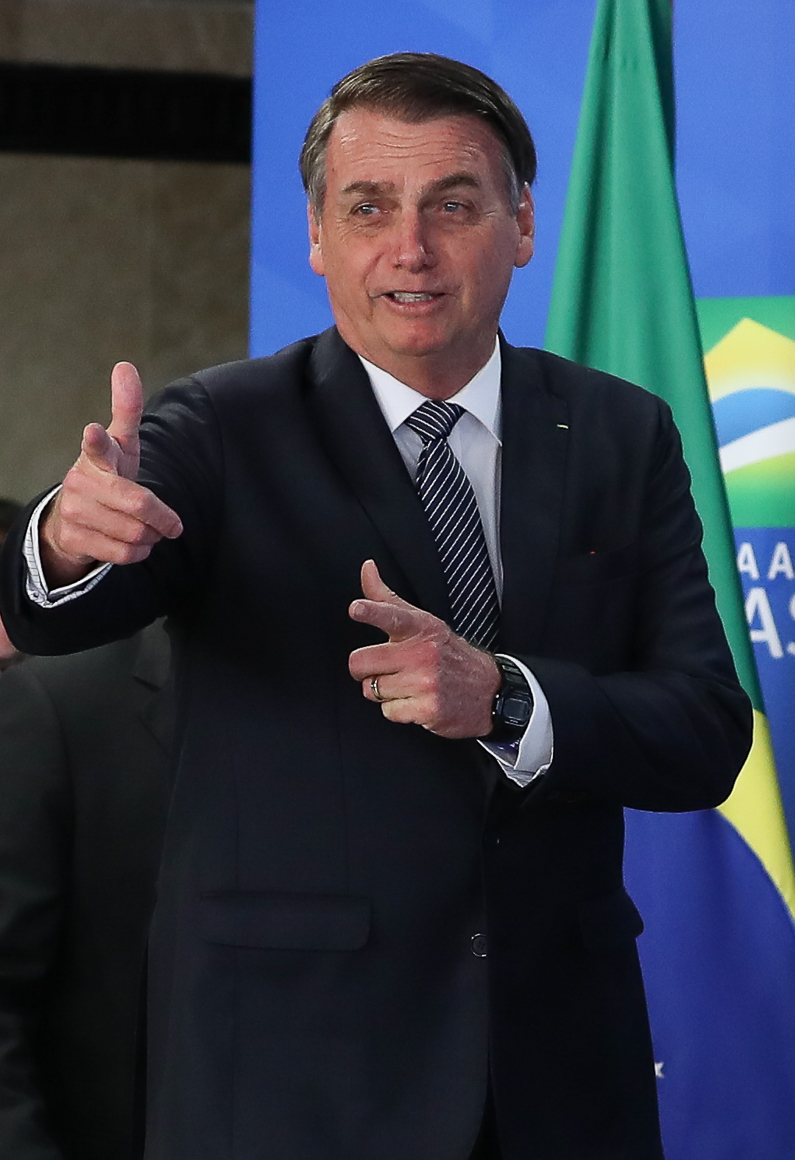
Bolsonaro é conhecido por seu gesto de arma, que ele usou durante sua campanha presidencial.

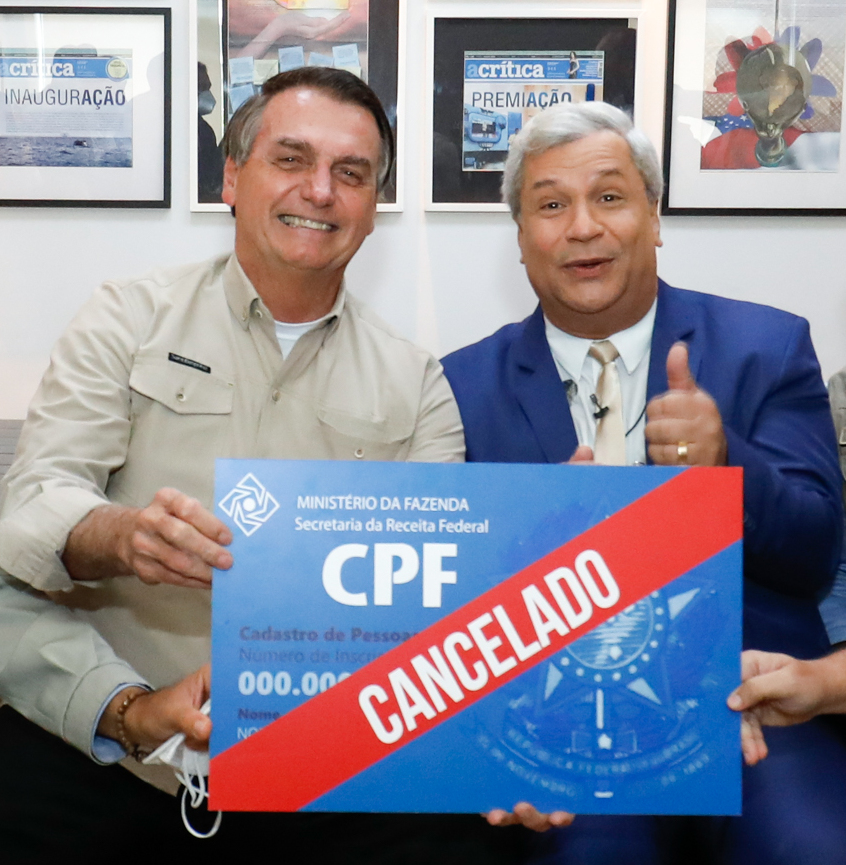
Bolsonaro ao lado de Sikêra Júnior pousaram para uma foto exibindo uma placa de "CPF cancelado", expressão utilizada para se referir a mortos em confronto com policiais no Brasil.

Em 1999, o deputado afirmou ao programa Câmera Aberta que era "favorável à tortura" e chamou a democracia de "porcaria". Em 2000, Jair Bolsonaro defendeu, numa entrevista à revista IstoÉ, a utilização da tortura em casos de tráfico de droga e sequestro, bem como a execução sumária em casos de crime premeditado. Ele justifica seu posicionamento afirmando que "o objetivo é fazer o cara abrir a boca" e "ser arrebentado para abrir o bico". Nesta entrevista, Bolsonaro ainda defende a censura, embora não especifique de qual tipo. Apesar destas afirmações, o político afirmou recentemente que nunca teria sido favorável à tortura.
Em 17 de abril de 2016, Jair Bolsonaro parabenizou o deputado Eduardo Cunha pela forma como conduziu o impeachment de Dilma Rousseff e usou seu discurso de voto sobre o impedimento para homenagear Carlos Alberto Brilhante Ustra, o primeiro militar a ser reconhecido pela Justiça como um dos torturadores durante a ditadura militar. Em sua defesa, Bolsonaro alegou que as declarações durante a votação do impeachment estão protegidas pela imunidade parlamentar. Em entrevista de 2018, voltou a defender Ustra, chamando-o de "herói nacional".
Em 1999, ao explicar ao apresentador Jô Soares por que defendeu o fuzilamento do então presidente Fernando Henrique Cardoso (PSDB), ele disse que "barbaridade é privatizar a Vale e as telecomunicações, entregar as nossas reservas petrolíferas ao capital externo". Em várias entrevistas, Bolsonaro também se posicionou favoravelmente à instituição da pena de morte no Brasil para casos de crimes premeditados, pois, segundo ele, "o bandido, ele só respeita o que ele teme". Também é a favor da redução da maioridade penal para 16 anos.
Em 2015, em vídeo postado por seu filho, o também deputado Eduardo Bolsonaro (PSC-SP), afirmou que "violência se combate com violência e não com bandeiras de direitos humanos", como as defendidas pela Anistia Internacional, que ele afirmou ser formada por "canalhas" e "idiotas". Questionado sobre um levantamento da organização que mostrou que a polícia brasileira é a que mais mata no mundo, Bolsonaro respondeu que acha que a "Polícia Militar do Brasil tinha que matar é mais." Dados da 9.ª edição do Anuário de Segurança Pública, publicados pelo jornal Folha de S.Paulo, mostram que uma média de oito pessoas foram mortas todos os dias por policiais brasileiros.
Durante sua campanha presidencial em 2018, ao ser questionado sobre se o combate ao preconceito poderia ser uma política de governo, Bolsonaro declarou que acabaria com o o que chamou de "coitadismo" no Brasil. "Coitado do negro, coitada da mulher, coitado do gay, coitado do nordestino. Coitado do piauiense. Tudo é coitadismo no Brasil, nós vamos acabar com isso", afirmou.
Bolsonaro defende a revogação do Estatuto do Desarmamento e defende que o proprietário rural tenha direito de adquirir fuzis para evitar invasões do Movimento dos Trabalhadores Rurais Sem Terra (MST). Além disto, também apresentou um projeto de lei que estabelece a castração química voluntária como condição para que uma pessoa condenada por estupro possa progredir o regime de pena.
Ele se posiciona de forma contrária à legalização das drogas e, em entrevista dada ao programa CQC em abril de 2011, reiterou afirmações anteriores sobre o tema ao ser questionado sobre como reagiria caso seu filho fosse usuário de drogas: "Daria uma porrada nele, pode ter certeza disso".
No livro A República das Milícias: Dos Esquadrões da Morte à Era Bolsonaro, Bruno Paes Manso argumentou a existência de "República das Milícias" no Brasil e classificou Jair Bolsonaro como o capitão dela.

### Ditadura militar brasileira

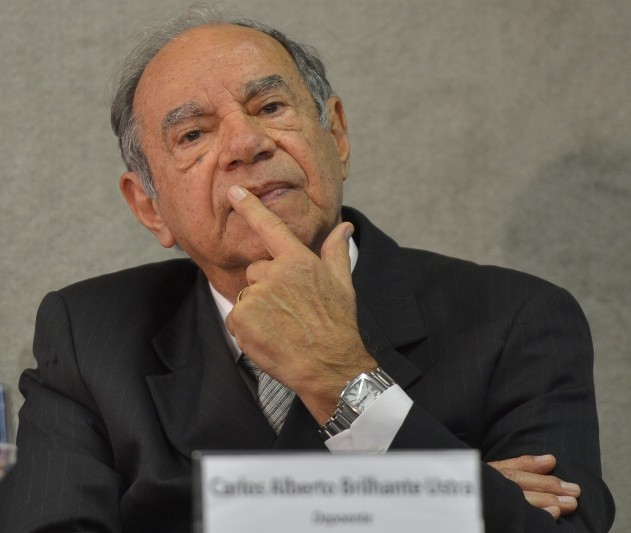
Bolsonaro homenageou Carlos Brilhante Ustra, o primeiro militar condenado pela justiça por prática de tortura durante a ditadura.

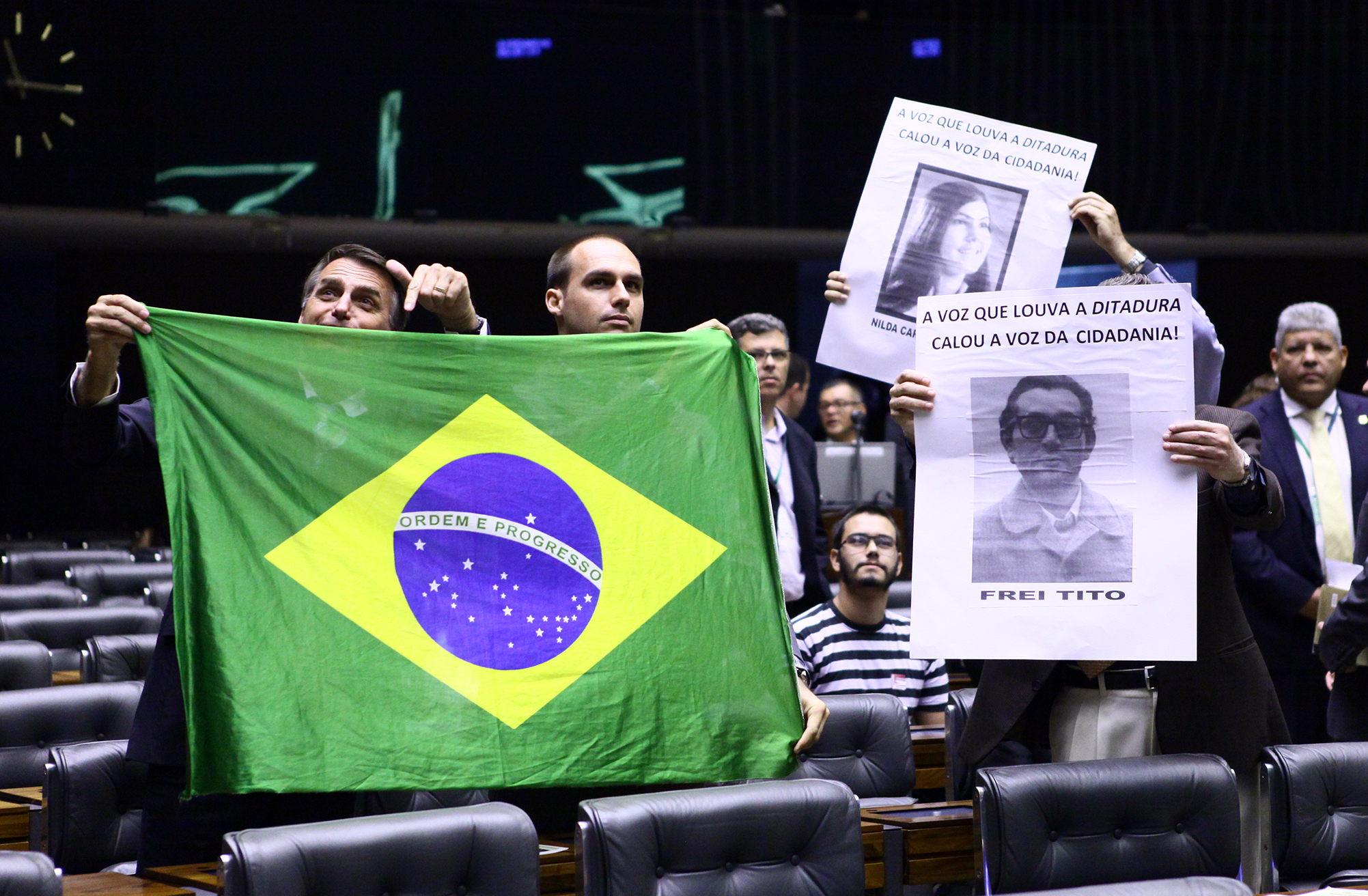
Bolsonaro, em 1º de abril de 2014, junto a seu filho Eduardo, com uma bandeira do Brasil mostrando seu apoio à ditadura militar ao lado de opositores

O deputado federal é conhecido por alegar de que a ditadura militar brasileira teria sido um "período glorioso" da história do Brasil. Segundo carta do deputado publicada no jornal Folha de S.Paulo, foram "20 anos de ordem e progresso". Em 1999, o deputado afirmou ao programa Câmera Aberta que era "favorável à tortura" e chamou a democracia de "porcaria". Se fosse presidente do país, respondeu que não havia "a menor dúvida" de que "fecharia o Congresso" e de que "daria um golpe no mesmo dia". De acordo com a entrevista de 2000 dada à IstoÉ, Bolsonaro ainda defende a censura, embora a reportagem não especifique qual tipo. Em entrevista concedida no sítio da revista Época, em julho de 2011, o parlamentar afirmou que o regime militar não foi uma ditadura. O deputado também afirmou, durante uma discussão com manifestantes em dezembro de 2008, que "o erro da ditadura foi torturar e não matar."
Bolsonaro foi criticado pelos meios de comunicação, por políticos e pelo Grupo Tortura Nunca Mais, sobretudo depois de ter afixado na porta de seu escritório um cartaz que dizia aos familiares dos desaparecidos da ditadura militar que "quem procura osso é cachorro". Em 1993, apenas oito anos após o retorno da democracia no país, disse que apenas um regime militar conduziria a um Brasil mais "próspero e sustentável".
Em uma entrevista dada ao programa Custe o Que Custar (CQC), no dia 28 de março de 2011, ele relatou que se espelha no governo ditatorial militar e que sente saudades dos presidentes Médici, Geisel e Figueiredo, todos governantes do regime. Também se posicionou a favor do possível desenvolvimento de uma bomba atômica no país. Ele se manifestou dizendo que "daria uma porrada", caso visse o seu filho fumando maconha. O deputado também disse, em entrevista ao CQC, se espelhar no regime militar, pois sente falta "do respeito, da família, da segurança e da ordem pública e das autoridades que exerciam autoridade sem enriquecer".
Durante a visita da Comissão Estadual da Verdade do Rio de Janeiro, no dia 21 de setembro de 2013, ao 1.º Batalhão de Polícia do Exército, no Rio de Janeiro, onde funcionou o DOI-CODI, durante a ditadura, Bolsonaro empurrou o senador Randolfe Rodrigues, que tentava impedir a entrada de Bolsonaro no quartel. O senador do PSOL-AP afirmou que Bolsonaro chegou a dar-lhe um soco em sua barriga, o que foi negado por ele. No local, representantes de movimentos sociais, como o Tortura Nunca Mais, exigiam, aos gritos, a saída de Bolsonaro, que conseguiu entrar no prédio. A comitiva, no entanto, recusou-se a fazer a visita na presença de Bolsonaro. Além de Randolfe Rodrigues, estavam presentes o senador João Capiberibe (PSB-AP), que chegou a ser torturado nas dependências do batalhão durante a ditadura, e as deputadas federais Jandira Feghali (PCdoB-RJ) e Luiza Erundina (PSB-SP).
Jair Bolsonaro apoiou a convocação de manifestações em 15 de março de 2020, para o fechamento do Congresso Nacional e do Supremo. Vários políticos e um ministro do Supremo acreditam que Bolsonaro cometeu crime de responsabilidade e crime de improbidade.

#### Miriam Leitão
No dia 19 de julho de 2019, Bolsonaro afirmou que a jornalista e escritora Miriam Leitão "foi presa quando estava indo para a Guerrilha do Araguaia para tentar impor uma ditadura no Brasil" e repetiu duas vezes que Miriam "mentiu sobre ter sido torturada" e vítima de abuso em instalações militares durante a ditadura militar que governava o país. Em nota, lida no Jornal Nacional, a Rede Globo repudiou as afirmações de Bolsonaro sobre a sua funcionária. "[...] Essas afirmações do presidente causam profunda indignação e merecem absoluto repúdio. Em defesa da verdade histórica e da honra da jornalista Miriam Leitão, é preciso dizer com todas as letras que não é a jornalista quem mente. Miriam Leitão nunca participou ou quis participar da luta armada. À época militante do PCdoB, Miriam atuou em atividades de propaganda. Ela foi presa e torturada, grávida, aos 19 anos, quando estava detida no 38º Batalhão de Infantaria em Vitória. [...] A jornalista foi julgada e absolvida de todas as acusações formuladas contra ela pela ditadura. A absolvição se deu em todas as instâncias. [...]"

#### Fernando Santa Cruz

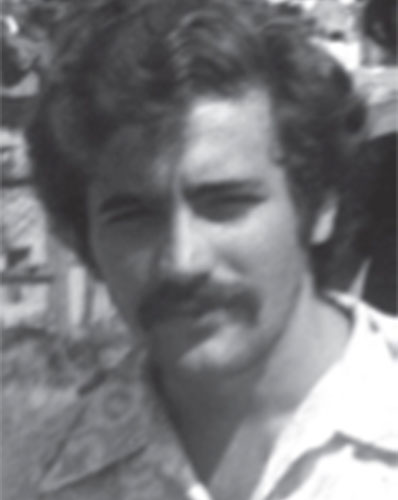
Fernando Santa Cruz, opositor do regime militar
assassinado durante a ditadura e pai de Felipe Santa Cruz, o atual presidente da OAB.

Poucos dias após o comentário sobre Miriam Leitão, durante uma declaração em que criticava a atuação da Ordem dos Advogados do Brasil (OAB) na investigação sobre o atentado a faca que sofreu durante a campanha eleitoral de 2018, Bolsonaro disse que um dia contaria a Felipe Santa Cruz, o presidente da OAB, como o pai dele, o opositor ao regime militar Fernando Santa Cruz, havia morrido e que ele "não iria querer saber a verdade". A fala causou grande repercussão negativa. Posteriormente, Bolsonaro disse que Fernando foi morto por um grupo de esquerda durante a ditadura militar, o que é contestado por documentos oficiais, que apontam que o pai do presidente da OAB foi vítima do Estado brasileiro. Bolsonaro disse ainda que não falou "nada de mais" e que não viu ofensa em sua fala. No dia 1 de agosto, o ministro Luís Roberto Barroso, do STF, concedeu 15 dias para Bolsonaro, se quiser, apresentar esclarecimentos sobre a declaração.

#### Dilma Rousseff
No dia 5 de agosto de 2019, a ministra Rosa Weber também deu um prazo de 15 dias para Bolsonaro esclarecer, caso queira, uma fala em que sugeriu que a ex-presidente Dilma Rousseff teria participado de ações armadas durante a ditadura militar que resultaram na morte do capitão do exército norte-americano Charles Chandler. Foi a segunda vez em menos de uma semana que o STF deu prazo para Bolsonaro se manifestar sobre declarações controversas. Ao receber o prêmio de "personalidade do ano" oferecido pela Câmara de Comércio Brasil-Estados Unidos em Dallas, no Texas, Bolsonaro disse que "quem até há pouco ocupava o governo teve em sua história suas mãos manchadas de sangue na luta armada, matando inclusive um capitão, como eu sou capitão, naqueles anos tristes que tivemos no passado". O capitão norte-americano Chandler foi morto em 12 de outubro de 1968, no bairro Sumaré, na zona oeste do município de São Paulo, em uma atentado feito por três militantes da Vanguarda Popular Revolucionária (VPR) e da Ação Libertadora Nacional (ALN). Dilma nunca pertenceu a nenhum desses grupos.

### Ditadura chilena
Em uma entrevista para a revista Veja em 2 de dezembro de 1998, o Bolsonaro afirmou que a ditadura chilena de Augusto Pinochet, a qual matou mais de 3.000 pessoas e exilou outras 200.000, "devia ter matado mais gente". Ele também elogiou o presidente peruano Alberto Fujimori como um "modelo" pelo uso de uma intervenção militar contra o judiciário e o legislativo.

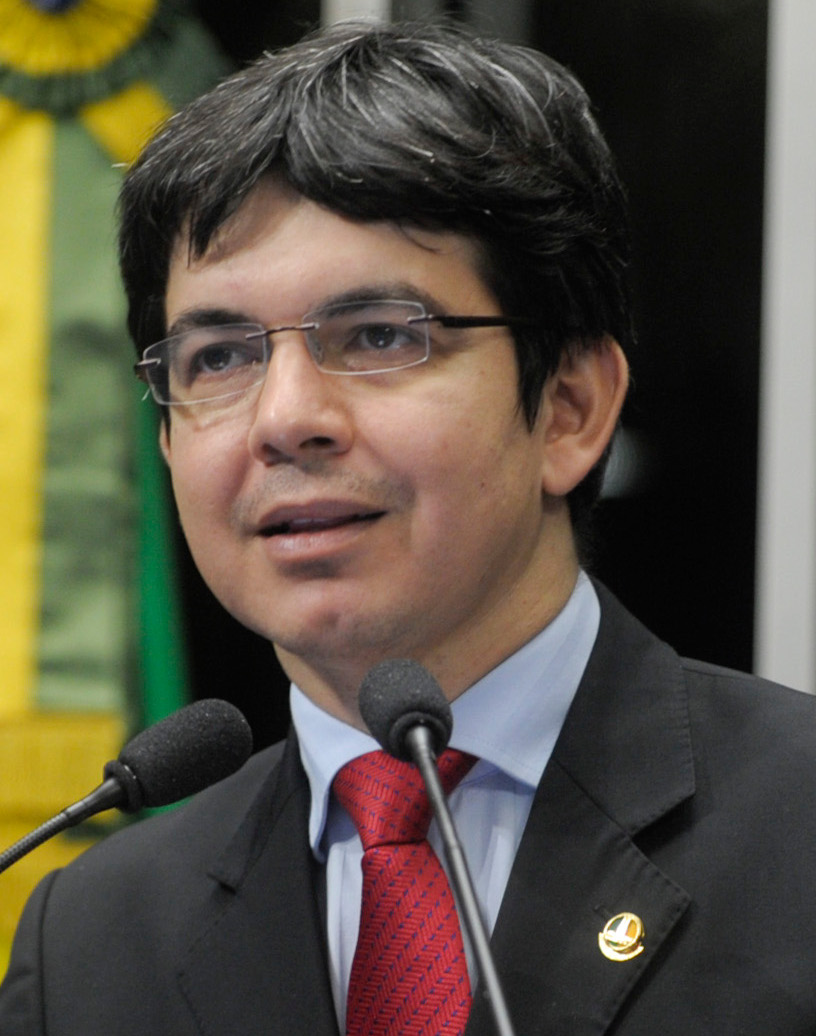
Senador Randolfe Rodrigues (PSOL-AP) acusou Bolsonaro de lhe dar um soco durante visita ao DOI-CODI do Rio de Janeiro em 2013

### Religião
Em relação ao papel das religiões, em um discurso em Campina Grande, em fevereiro de 2017, o então deputado criticou o Estado laico ao dizer: "Deus acima de tudo. Não tem essa historinha de Estado laico não. O Estado é cristão e a minoria que for contra, que se mude. […] as minorias têm que se curvar para as maiorias." Porém, em outubro de 2018, momentos antes da eleição presidencial, Bolsonaro amenizou seu discurso: "Nós vamos fazer um governo para todos, independente de religião. Até quem é ateu. Nós temos quase por volta de 5% de ateus no Brasil, e vocês têm as mesmas necessidades que os demais têm".

### Mulheres, igualdade de gênero e aborto
Em entrevista dada à Revista IstoÉ, Bolsonaro afirmou controlar a vestimenta da mulher no que diz respeito ao topless. Sobre seu primeiro casamento, Bolsonaro afirmou que a ex-mulher era obrigada a "seguir suas ideias" na política. Em entrevista ao jornal Zero Hora em fevereiro de 2015, o deputado afirmou que não acha justo que mulheres e homens recebam o mesmo salário porque as mulheres engravidam. Em um trecho da entrevista, Bolsonaro afirma: "Entre um homem e uma mulher jovem, o que o empresário pensa? "Poxa, essa mulher tá com aliança no dedo, daqui a pouco engravida, seis meses de licença-maternidade…" Bonito pra c…, pra c…! Quem que vai pagar a conta? O empregador. No final, ele abate no INSS, mas quebrou o ritmo de trabalho. Quando ela voltar, vai ter mais um mês de férias, ou seja, ela trabalhou cinco meses em um ano. Por isso que o cara paga menos para a mulher!".

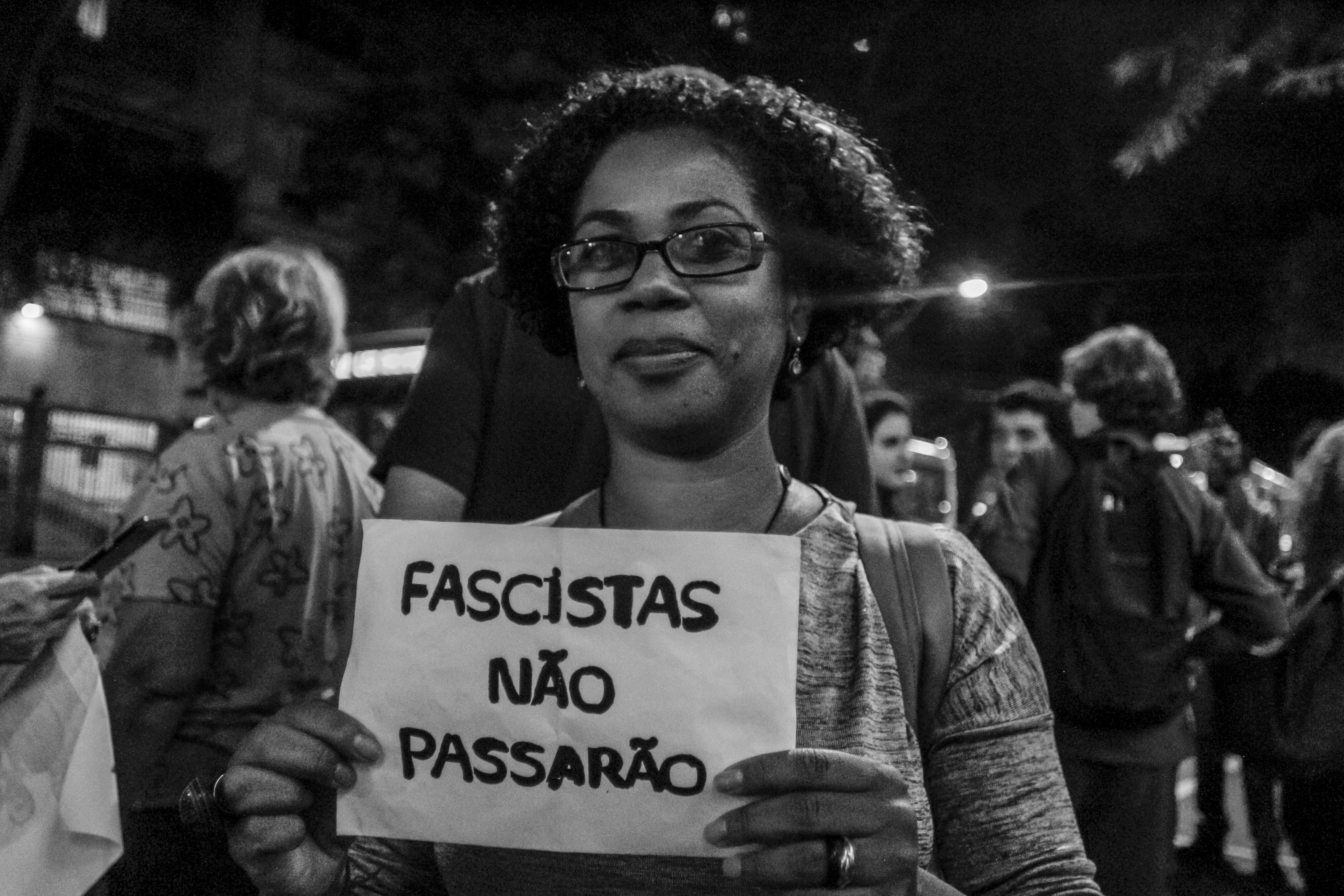
Manifestante protestando contra Bolsonaro, durante palestra deste na Hebraica do Rio de Janeiro, em 3 de Abril de 2017.

Em abril de 2017, em um discurso no Clube Hebraica, no Rio de Janeiro, Bolsonaro fez um menção sobre sua filha Laura, de 6 anos, ao dizer: "Eu tenho cinco filhos. Foram quatro homens, aí no quinto eu dei uma fraquejada e veio uma mulher".
Em 8 de março de 2018, no Dia Internacional da Mulher, ao ser questionado sobre se aumentaria a participação feminina em um eventual governo, Bolsonaro respondeu: "Respeito as mulheres, mas alguém aqui quer a volta da Dilma (Rousseff) por acaso? [...] Não é questão de gênero. Tem que botar quem dê conta do recado. Se botar as mulheres vou ter que indicar quantos afrodescendentes?"
Em entrevista a Cláudia Carneiro para a revista Época em 2000, ele afirmou que cogitou o aborto de seu filho Jair Renan e passou a decisão para a sua esposa. Para Bolsonaro, o aborto é "uma decisão do casal". Ainda em 2016, ele defendeu novamente o aborto para casos de estupro, pois segundo ele: "Não vou discutir, já é lei. Se alguém apresentar projeto para revogar, é outra história." Segundo o coordenador nacional do MNDH, Gilson Cardoso, Bolsonaro se opõe à Lei Maria da Penha, que busca coibir a violência doméstica contra mulheres.

#### Maria do Rosário

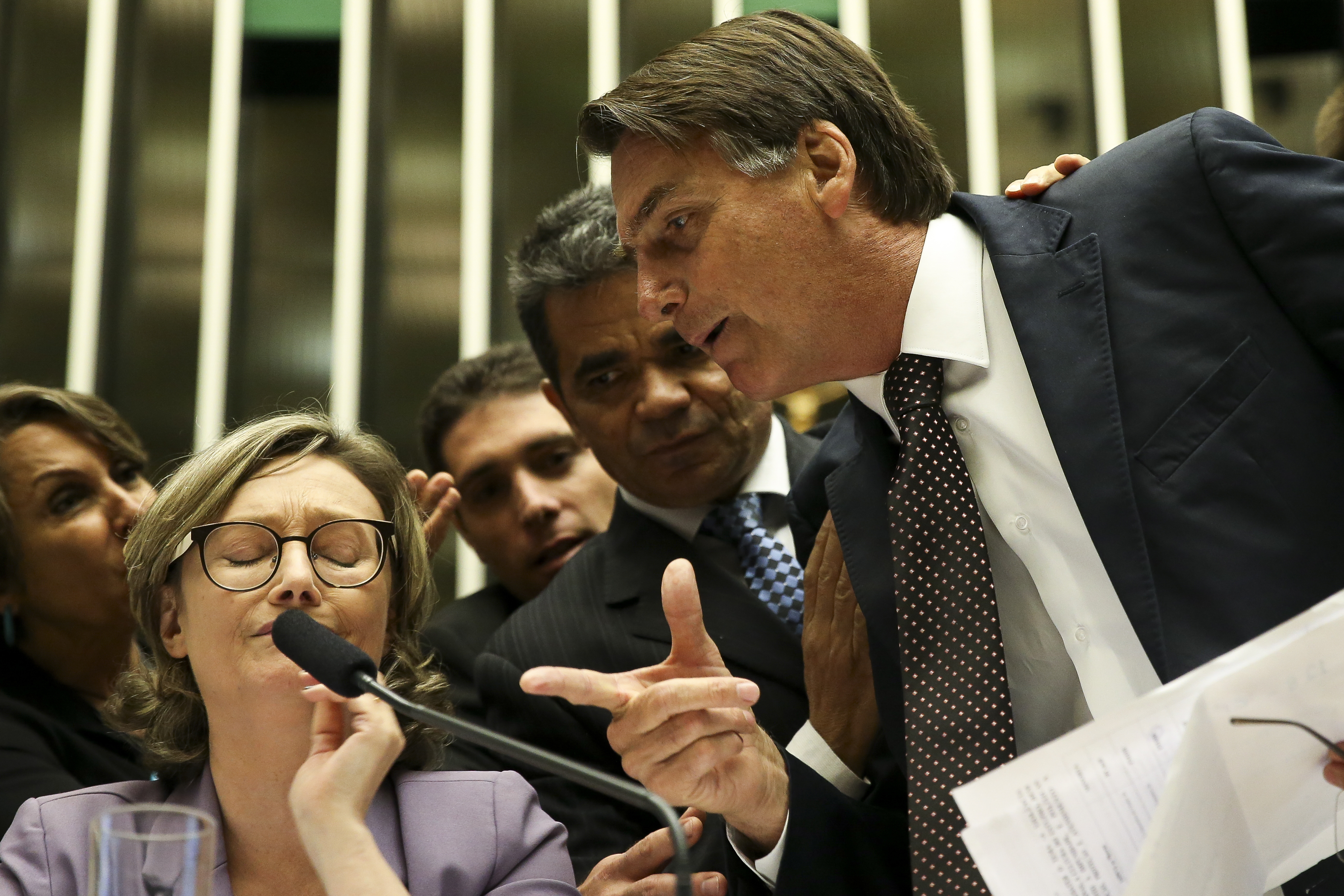
Bolsonaro discute com Maria do Rosário no plenário da Câmara dos Deputados durante discussão sobre a violência contra a mulher.

Bolsonaro é considerado machista, misógino e sexista por vários setores da sociedade. Em 11 de novembro de 2003, o então deputado federal Bolsonaro e a também deputada federal Maria do Rosário eram entrevistados no Salão Verde do Congresso, cada qual por um veículo de imprensa. O assunto era o assassinato de um casal no início do mês, que havia causado grande comoção no país, cometido por um grupo liderado por um menor de idade. Enquanto Bolsonaro criticava a lei da maioridade penal no Brasil, Rosário declarava sua posição sobre o caso, perante a lei. Em dado momento, os dois parlamentares iniciaram uma discussão (não se sabe quem começou) e parte dela foi gravada pelas câmeras de TV.

— O senhor é que promove essas violências. Promove, sim. (Rosário)
— Grava isso aí, grava isso aí, me chamando de estuprador. (Bolsonaro)
— É, sim, é. (Rosário)
— Jamais estupraria você por que você não merece. (Bolsonaro)
— É bom que não, por que senão eu lhe dou uma bofetada… (Rosário)
— Eu te dou outra... Você me chamou de estuprador. Você não tem moral. Vagabunda, tá? Vagabunda, ok? (Bolsonaro)
— Mas o que é isso? (Rosário, chorando)
— Vai chorar, agora? Desequilibrada… E ainda bem que a câmera filmou tudo. (Bolsonaro)

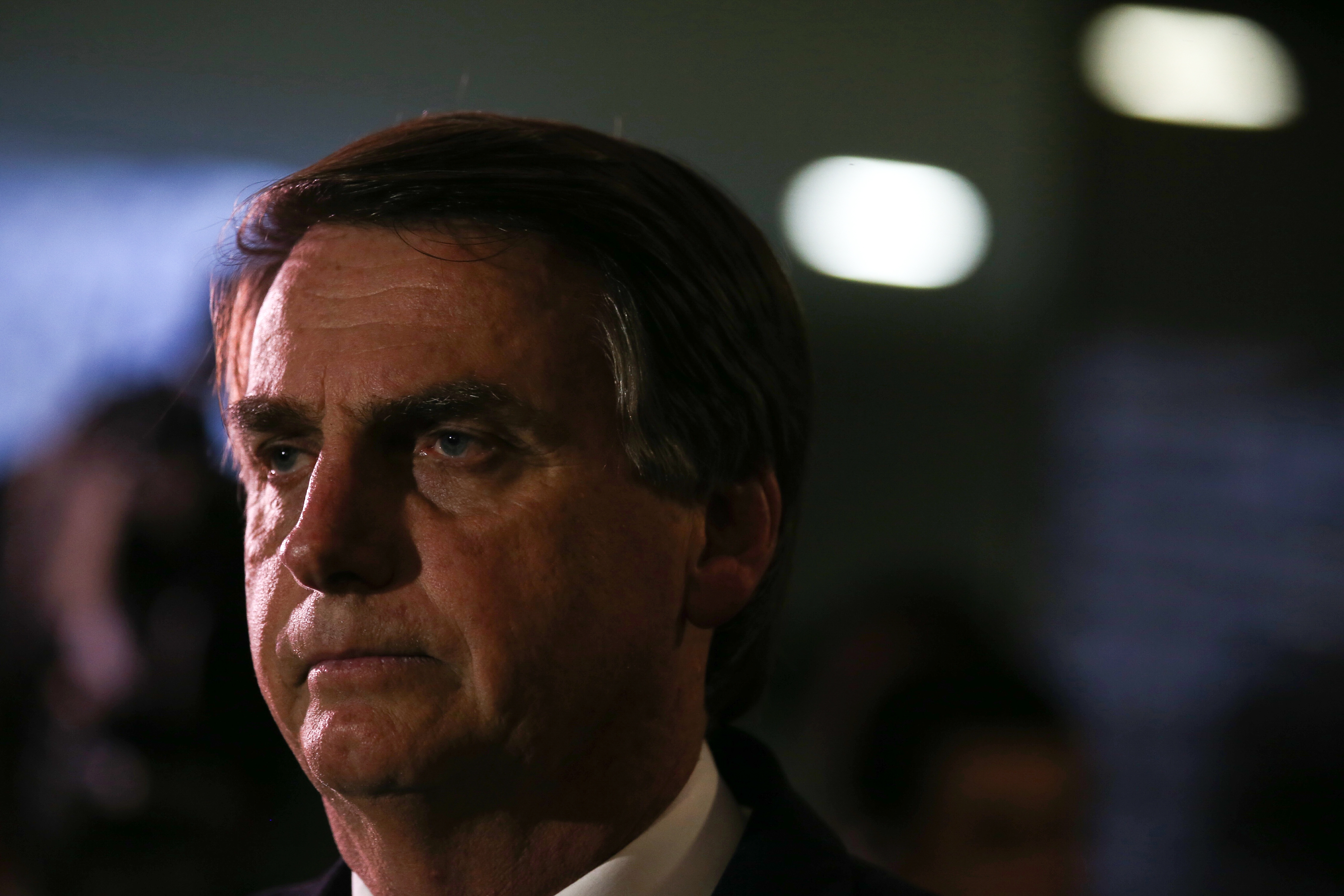
Bolsonaro fala com a imprensa sobre ter virado réu no STF por dizer que Maria do Rosário "não merece ser estuprada"

Em 9 de dezembro de 2014, durante um discurso de Maria do Rosário no plenário da Câmara dos Deputados, em que defendia os integrantes da Comissão da Verdade, Bolsonaro voltou a atacá-la verbalmente, reiterando que "não a estupraria porque ela não merece" e continuou, pedindo a ela que não saísse do plenário, para ouvir o que ele tinha a dizer. A briga ocorreu após ela dizer que a ditadura militar foi "vergonha absoluta" para o Brasil. Em um vídeo em sua defesa sobre o caso no mesmo ano, Bolsonaro alegou que sua fala foi "uma resposta reflexa": "Foi uma palavra proferida por mim a ela em cima da acusação de estuprador", afirmou. Ao ser questionado sobre suas declarações, em uma entrevista de fevereiro de 2015, Bolsonaro disse ao jornal Zero Hora: "Ela não merece [ser estuprada] porque ela é muito ruim, porque ela é muito feia. Não faz meu gênero. Jamais a estupraria."
Em virtude das declarações feitas durante as discussões com Maria do Rosário, Bolsonaro foi condenado em primeira instância por danos morais em setembro de 2015. Em junho de 2016, o Supremo Tribunal Federal (STF), ao analisar denúncia da Procuradoria Geral da República e queixa da própria deputada, decidiu abrir duas ações penais contra o deputado Bolsonaro. Em uma decisão por quatro votos contra um, a Segunda Turma do STF entendeu que, além de incitar a prática do estupro, Bolsonaro ofendeu a honra da colega. Como resultado, o deputado tornou-se réu pela suposta prática de apologia ao crime e por injúria. A denúncia contra Bolsonaro por apologia ao crime foi apresentada em dezembro de 2014 por Ela Wiecko (vice-procuradora-geral da República), e caso condenado, ele pode ser punido com pena de três a seis meses de prisão, mais multa. Em 15 de agosto de 2017, o Superior Tribunal de Justiça (STJ) manteve a decisão da primeira instância e determinou o pagamento de uma indenização de dez mil reais para Maria do Rosário. Em 19 de fevereiro de 2019, o STF negou recurso da defesa de Bolsonaro manteve a decisão das instâncias inferiores. Por fim, em maio, a Justiça determinou que o valor fosse pago em até 15 dias úteis e que Bolsonaro publicasse uma nota de retratação.

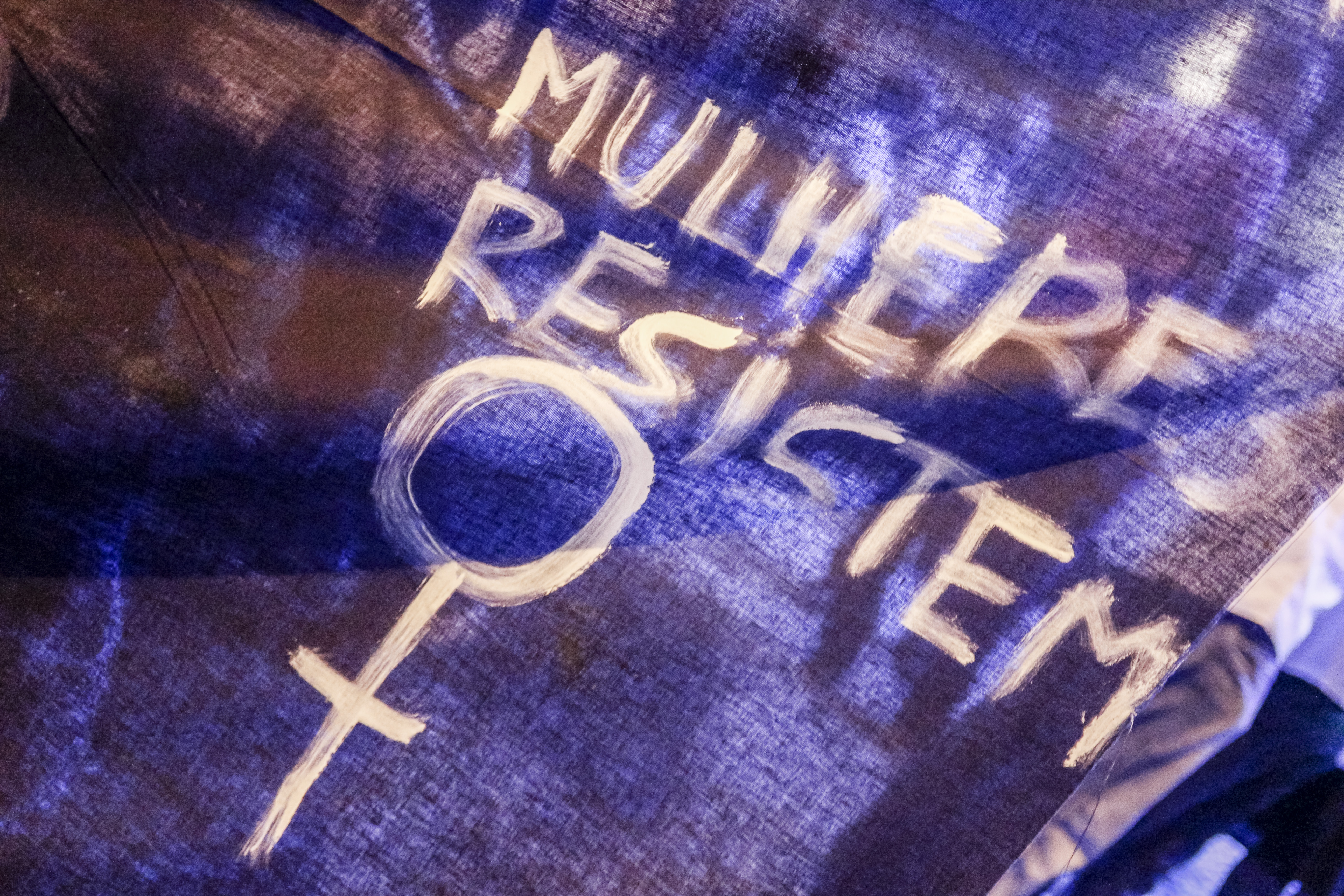
Protesto de mulheres contra Bolsonaro em abril de 2017

Em 13 de junho de 2019, Bolsonaro pediu desculpas, em mensagem publicada no Twitter, à deputada federal Maria do Rosário. Na nota de desculpa, ele afirmou estar à época "no calor do momento" em meio a um embate ideológico sobre direitos humanos com parlamentares e justificou ter falado que ela "não merecia ser estuprada" ao relembrar de quando foi chamado de "estuprador" pela deputada. Ao pedir desculpas pelas declarações feitas contra a deputada Maria do Rosário, Bolsonaro disse querer aproveitar o caso para manifestar o "integral e irrestrito respeito às mulheres" e ressaltou ter defendido penas mais severas para condenados por estupro, como a castração química, e classificar como hediondos os crimes passionais.

#### Brigitte Macron
No final de agosto de 2019, um dos seguidores da página de Bolsonaro no Facebook postou uma montagem com duas fotos, uma com Emmanuel Macron e sua esposa, Brigitte, e outra de Bolsonaro e Michelle, em uma publicação que o presidente brasileiro havia feito sobre as queimadas. "Entende agora pq Macron persegue Bolsonaro?", escreveu o seguidor. A página oficial de Bolsonaro então respondeu com a mensagem: "não humilha cara. kkkk". Posteriormente, a resposta foi apagada, mas membros do Governo Bolsonaro, como Renzo Gracie e Paulo Guedes, também questionaram a aparência de Brigitte. As declarações causaram repercussão negativa e impulsionaram a campanha online #DesculpaBrigitte, pela qual a primeira-dama francesa prestou agradecimentos públicos. O incidente foi a maior crise diplomática entre os dois países desde a Guerra da Lagosta nos anos 1960. Em uma entrevista durante a reunião do G7, Macron disse que o comentário de Bolsonaro sobre sua mulher foi "extremamente desrespeitoso", além de "triste" e uma "vergonha" para as mulheres brasileiras. Ele disse que "respeita" os brasileiros, mas que espera que "eles tenham muito rapidamente um presidente que se comporte à altura" do cargo.

#### Patrícia Campos Mello

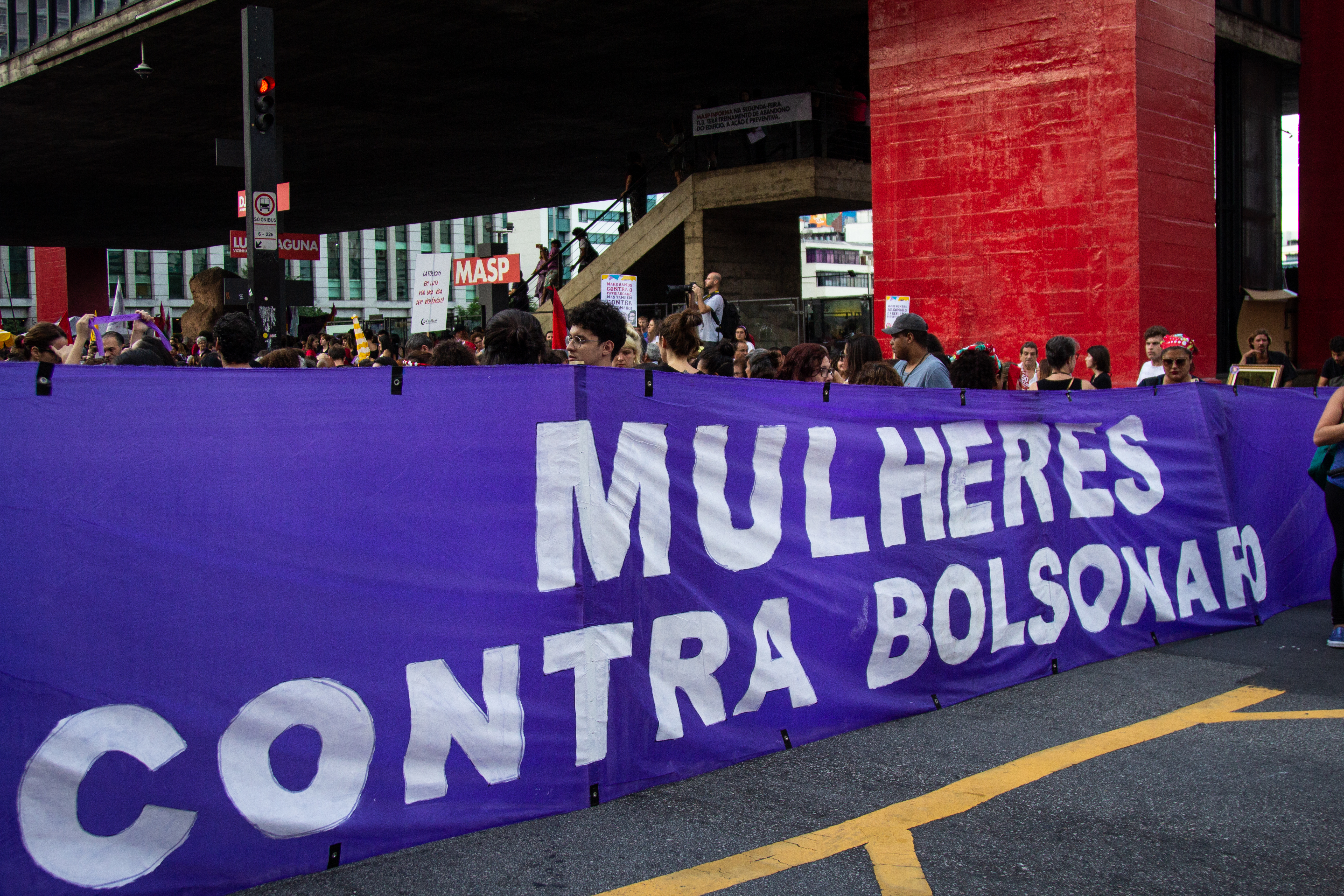
Protesto de mulheres na Avenida Paulista em março de 2019.

Em 18 de fevereiro de 2020, durante uma entrevista a um grupo de simpatizantes em frente ao Palácio da Alvorada, Bolsonaro insultou a jornalista Patrícia Campos Mello com uma insinuação sexual: "Ela queria dar o furo a qualquer preço contra mim." O depoimento à CPMI ao qual o presidente se referia era de Hans River do Rio Nascimento, que trabalhou para a Yacows, empresa especializada em marketing digital, durante a campanha eleitoral de 2018. Os congressistas Bolsonaro, Carlos Jordy e Filipe Barros, apoiaram a caracterização de Nascimento. Entretanto, diversos partidos, políticos e celebridades e por entidades jornalísticas, que consideraram a fala um ataque à democracia, repudiaram a atitude do presidente. Para a Associação Nacional de Jornais (ANJ), a Associação Brasileira de Jornalismo Investigativo (Abraji) e o Observatório da Liberdade de Imprensa da Ordem dos Advogados do Brasil (OAB), a fala de Bolsonaro desrespeita a imprensa e o seu trabalho essencial na democracia. A Associação Brasileira de Imprensa (ABI) chamou a agressão de "covarde" e pediu à Procuradoria-Geral da República que denuncie a quebra de decoro de Bolsonaro. O Sindicato dos Jornalistas Profissionais de São Paulo afirma que a fala do presidente pode ser classificada como injúria e é passível de responsabilização criminal. A Federação Nacional dos Jornalistas (Fenaj), em nota assinada pela Comissão Nacional de Mulheres, diz que o episódio foi de "machismo, sexismo e misoginia". Em nota, a Folha de S.Paulo afirmou: "O presidente da República agride a repórter Patrícia Campos Mello e todo o jornalismo profissional com a sua atitude. Vilipendia também a dignidade, a honra e o decoro que a lei exige do exercício da Presidência".

### Homofobia
Bolsonaro já condenou publicamente a homossexualidade e já se opôs à aplicação de leis que garantam direitos LGBT, como o casamento entre pessoas do mesmo sexo, a adoção de filhos por casais homossexuais e a alteração no registro civil para transexuais. O deputado federal associa a homossexualidade à pedofilia pois, como afirmou numa entrevista concedida ao Jornal de Notícias, "muitas das crianças que serão adotadas por casais gays vão ser abusadas por esses casais homossexuais." Na Folha de S.Paulo, em maio de 2002, disse que poderia agredir homossexuais: "não vou combater nem discriminar, mas, se eu vir dois homens se beijando na rua, vou bater."

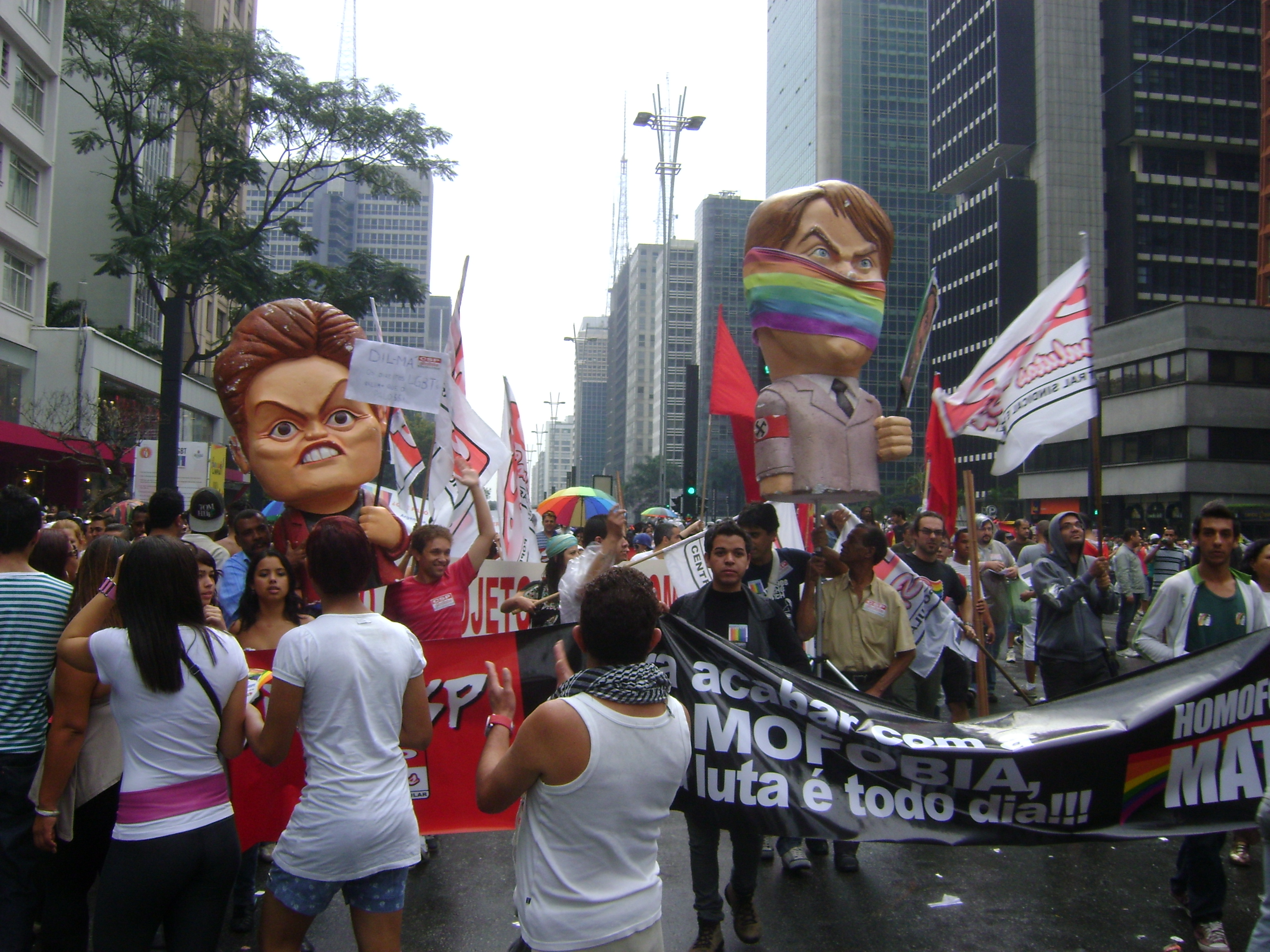
Protesto contra Bolsonaro durante a Parada do orgulho LGBT de São Paulo em 2011.

Em 2002, um projeto de lei sobre direitos humanos foi encaminhado ao Congresso Nacional, onde pretendia-se alterar o Código Penal Militar para extinguir diferenciação na punição entre práticas libidinosas homo e heterossexuais. Bolsonaro se opôs, alegando que isto reduziria a segurança dos militares e os obrigaria a se tornarem homossexuais.
Com mais este passo dado em relação à liberalização sexual dentro das Forças Armadas, seria compelido a lutar contra o serviço militar obrigatório. Nenhum pai estaria tranqüilo ao saber que seu filho, durante cinco dias de acampamento, foi obrigado a dormir numa minúscula barraca com um recruta homossexual sem poder reclamar, pois se assim procedesse seria punido por crime de discriminação sexual! [...] Conta-se que um comandante da Marinha inglesa, precocemente pedira transferência para a reserva, e indagado sobre o motivo, já que tinha tudo para uma longa carreira, respondeu: "Quando entrei para a Marinha, o homossexualismo era proibido, agora passou a ser tolerável, vou embora antes que se torne obrigatório".— Jair Bolsonaro, sobre o projeto de lei de 2002.
Em 2010, Bolsonaro correu o risco de ser expulso da Comissão de Direitos Humanos da Câmara dos Deputados por defender, primeiramente em um debate da TV Câmara e posteriormente em outros programas, que bater no filho é a melhor forma de evitar que ele se torne gay. Segundo a deputada Iriny Lopes, presidente da Comissão, alguma providência seria tomada antes do fim do ano legislativo, já que o que foi dito pelo deputado agride duplamente os direitos humanos. Pedro Wilson, outro deputado membro da Comissão, apoiou a decisão da presidente e acrescentou que esta não havia sido a primeira vez que Bolsonaro agia de tal forma. Em resposta à decisão, Bolsonaro, em ironia e deboche, disse estar se lixando para eles e pediu respeito à, segundo ele, minoria heterossexual que ele representa na Comissão.
O filho começa a ficar assim meio gayzinho, leva um coro, ele muda o comportamento dele. Olha, eu vejo muita gente por aí dizendo: ainda bem que eu levei umas palmadas, meu pai me ensinou a ser homem, precisa agir, isso é uma arma que a gente tem na mão.— Jair Bolsonaro, durante discussão sobre a Lei da Palmada na TV Câmara.
Um requerimento propondo punição ao deputado e assinado por Pedro Wilson, Iriny Lopes e Chico Alencar foi aprovado em 1 de dezembro de 2010. Bolsonaro, que estava presente na reunião, ria enquanto era reprovado e manteve suas declarações. Foi defendido pelo deputado Fernando Chiarelli, ambos também criticando a cartilha elaborada pelo Ministério da Educação para ensinar as crianças a conviver com colegas homossexuais. Apesar da postura de Bolsonaro ter sido reprovada pela maioria dos membros da Comissão, os parlamentares se opuseram à aplicação de punição.

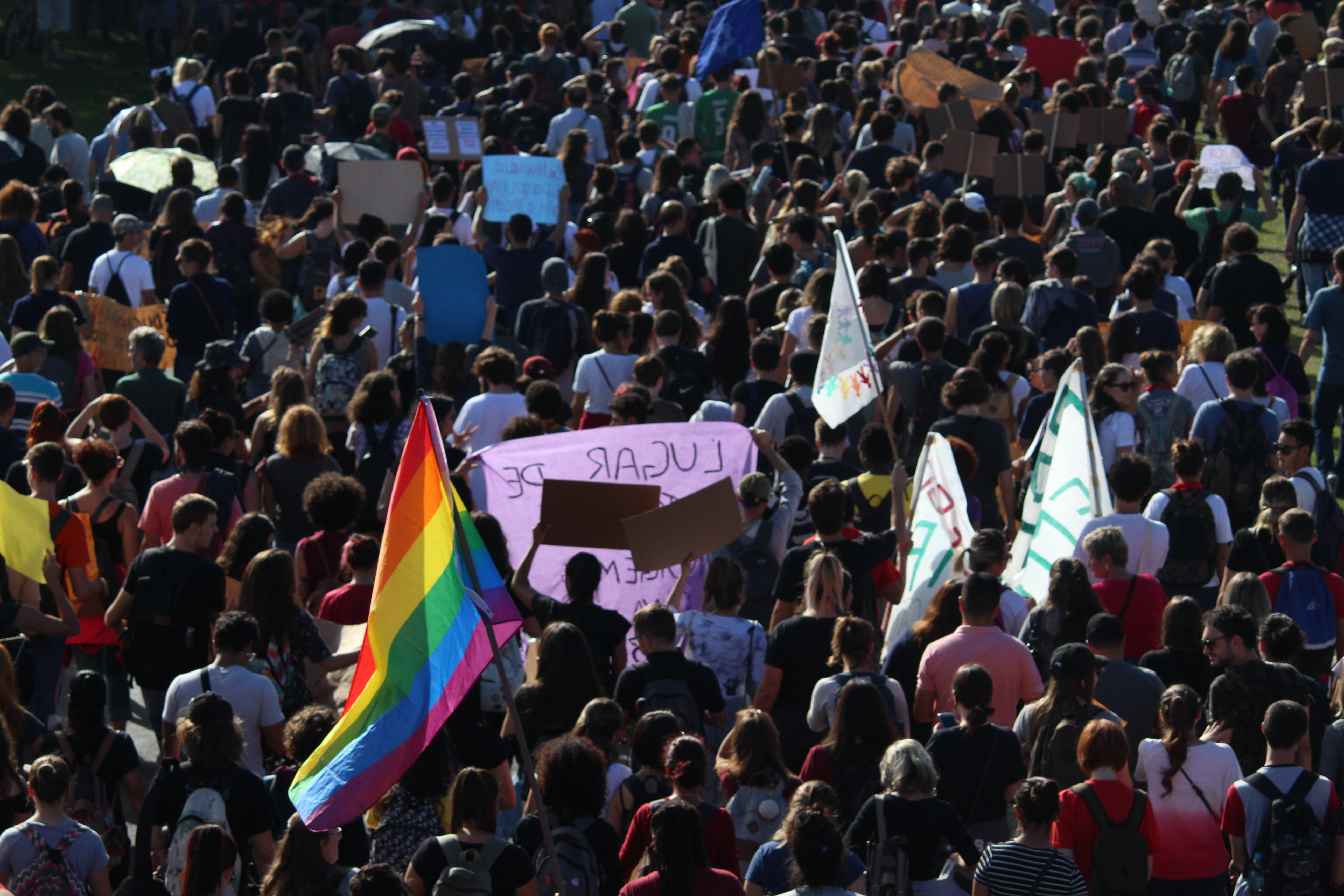
Bandeira LGBT em um protesto contra Bolsonaro em maio de 2019

Em março de 2011, na entrevista que forneceu ao programa CQC, da Rede Bandeirantes, Bolsonaro também se posicionou contra os movimentos que fazem "apologia" à homossexualidade e à bissexualidade. Disse que seu filho, com "boa educação e um pai presente", "não corre o risco" de se tornar homossexual, e que desfiles gays são "promoção de maus costumes". Ao ser perguntado pela cantora Preta Gil sobre o que faria se seu filho caso apaixonasse por uma garota negra, Bolsonaro disse que "não discutiria promiscuidade" e que "não corre esse risco porque seus filhos foram muito bem educados", uma das declarações que mais causou polêmica na entrevista. Em 3 de abril, foi realizado um mini ato contra esta e outras declarações do deputado no programa. Em 9 novembro de 2017, o Tribunal de Justiça do Estado do Rio de Janeiro condenou Bolsonaro a pagar uma multa de 150 mil reais por dano moral coletivo devido a declarações dadas pelo parlamentar em 2011 ao programa CQC, quando afirmou que "não corre o risco" de ter um filho homossexual porque seus filhos têm uma "boa educação". A juíza Luciana Teixeira disse que o deputado abusou do seu direito de livre expressão para cometer ato ilícito. "Não se pode deliberadamente agredir e humilhar, ignorando-se os princípios da igualdade e isonomia, com base na invocação à liberdade de expressão".
Em maio de 2011, após o reconhecimento da união estável de casais homossexuais pelo Supremo Tribunal Federal, Jair Bolsonaro afirmou que o "próximo passo vai ser a adoção de crianças (por casais homossexuais) e a legalização da pedofilia", forçando uma associação entre pedofilia e homossexualidade. As falas de Bolsonaro foram ironizadas por internautas no Twitter após a decisão do STF. Também, panfletos com ataques aos defensores dos homossexuais foram espalhados pela cidade de Resende, no Rio de Janeiro, assinados pelo deputado. O material também estava disponível em seu site.
Em uma entrevista concedida ao Jornal de Notícias, em junho de 2011, o então deputado federal associou a homossexualidade à pedofilia, afirmando que "muitas das crianças que serão adotadas por casais gays vão ser abusadas por esses casais homossexuais". Além disto, alegou que o Brasil não precisa de uma legislação específica contra a homofobia porque "a maioria dos homossexuais é assassinada por seus respectivos cafetões, em horários em que o cidadão de bem já está dormindo".
Em outubro de 2011, um processo contra o deputado foi aberto no Conselho de Ética e Decoro Parlamentar pelo PSOL, que o acusou de disseminar preconceito e estimular violência, citando uma discussão do deputado com uma senadora sobre o projeto de lei que criminaliza a homofobia, em 12 de maio, no Senado. Cita também a participação de Bolsonaro no programa CQC.
Uma petição foi criada pela Avaaz com o intuito de apoiar o Projeto de lei 122 de 2006. Nesta, é dito que Bolsonaro apresenta ideias homofóbicas e que elas são perigosas. Em entrevista para a revista Época sobre o Projeto de Lei 122, em julho de 2011, Bolsonaro disse:

A maioria dos homossexuais é assassinada por seus respectivos cafetões, em áreas de prostituição e de consumo de drogas, inclusive em horários em que o cidadão de bem já está dormindo.— Jair Bolsonaro
Em uma entrevista para o documentário "Out There", feito pelo ator e comediante britânico Stephen Fry e exibido na BBC em 2013, o deputado afirmou: "Nenhum pai tem orgulho de ter um filho gay ... Nós, brasileiros, não gostamos dos homossexuais". Em um comentário sobre o que ouviu, Fry disse: "Bolsonaro é o típico homofóbico que eu encontrei pelo mundo, com seu mantra de que os gays querem dominar a sociedade, recrutar crianças ou abusar delas. Mesmo num país progressista como o Brasil, suas mentiras criam histeria entre os ignorantes, de onde a violência pode surgir." Em outra entrevista, concedida ao El País em fevereiro de 2014, Bolsonaro disse que a "maioria" dos homossexuais são "fruto do consumo de drogas".
Em março de 2016, a atriz norte-americana Ellen Page divulgou uma entrevista concedida por Bolsonaro em 2015 e que faz parte de um episódio que trata sobre a homofobia no Brasil, feito por ela para a série de documentário "Gaycation". Na entrevista, Page, que assumiu publicamente sua homossexualidade, diz que tinha lido uma reportagem onde o deputado afirmava que filho homossexuais deviam apanhar e pergunta se Bolsonaro achava que ela também devia ter apanhado na infância. O deputado respondeu ao dizer que o número "crescente" de gays assumidos se deve a "às liberalidades, às drogas e à mulher também trabalhando".
No dia 4 de outubro de 2018, Bolsonaro disse: "Cada um, depois da sua idade, dono de seus atos, vai cuidar da sua vida. Para crianças de seis anos de idade, não dá. O pai não quer chegar em casa e ver o seu filho brincando de boneca por influência da escola. Os homossexuais serão felizes se eu for presidente." No dia 6 do mesmo mês, pouco antes do primeiro turno das eleições presidenciais brasileiras, afirmou: "Vamos fazer um governo para todo mundo. Para os gays, e inclusive tem gay que é pai, tem gay que é mãe. É um trabalho para todos vocês."
Após ser eleito presidente nas eleições de 2018, ao ser questionado por William Bonner, no Jornal Nacional, sobre o que diria para aqueles que forem preconceituosos e agressivos contra gays, Bolsonaro respondeu: "A agressão contra um semelhante tem que ser punida na forma da lei. E se for por um motivo como esse, tem que ter sua pena agravada."
Em 9 novembro de 2017, o Tribunal de Justiça do Estado do Rio de Janeiro o condenou a pagar uma multa de 150 mil reais por dano moral coletivo devido a declarações dadas pelo parlamentar em 2011 ao programa CQC, quando afirmou que "não corre o risco" de ter um filho homossexual porque seus filhos têm uma "boa educação". A juíza Luciana Teixeira disse que o deputado abusou do seu direito de livre expressão para cometer ato ilícito. "Não se pode deliberadamente agredir e humilhar, ignorando-se os princípios da igualdade e isonomia, com base na invocação à liberdade de expressão", afirmou a magistrada.
Em 10 de agosto de 2019, todavia, durante a Marcha para Jesus em Brasília, Bolsonaro classificou como "coisa do Capeta" o que considera "ideologia de gênero" e explicou que não acolheria políticas que mudem a "família tradicional" sem uma emenda à constituição brasileira. Ele completou ao dizer que, mesmo com tal aprovação, seguiria defendendo que a família é constituída por homem e mulher, já que "não dá para emendar a Bíblia".

#### Jean Wyllys

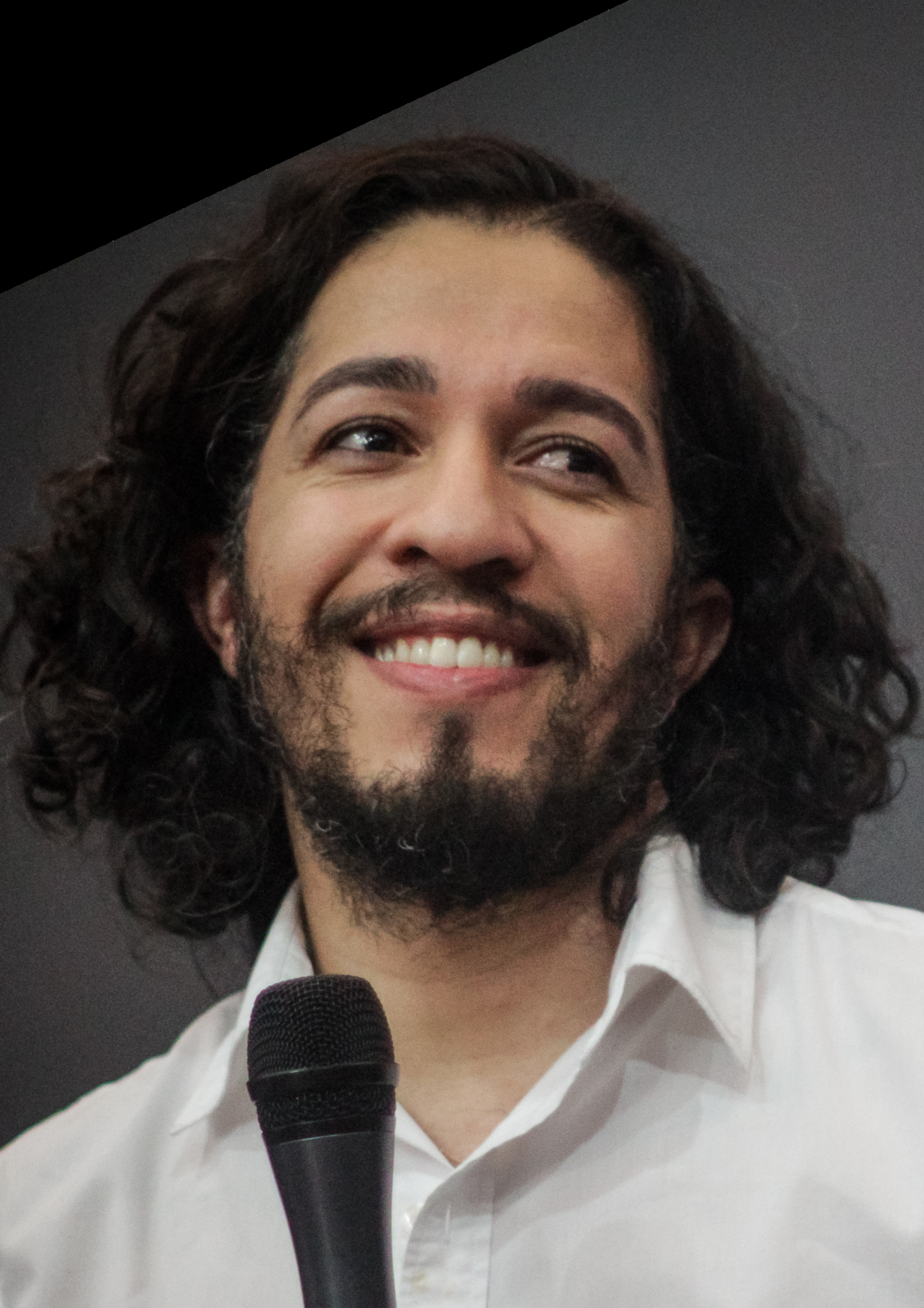
Ex-deputado Jean Wyllys (PSOL)

No dia 27 de abril de 2011, Bolsonaro se envolveu numa nova polêmica, desta vez com o deputado Jean Wyllys (PSOL). Numa audiência sobre segurança pública, Wyllys teria dito ao ministro da justiça José Cardozo que "o crime tem muitas causas e uma das causas é o ódio, fruto do racismo e do preconceito. Estimular ódio e assassinato não é liberdade de expressão". Para provocar Wyllys, abertamente homossexual, Bolsonaro afirmou, após criticar o plano nacional de direitos humanos, que conhecia pais que "têm vergonha de seus filhos gays". Interrompido pela presidente da comissão de direitos humanos, Manuela d'Ávila (PCdoB), que considerou as falas do deputado ofensivas, Bolsonaro negou ter ofendido algum parlamentar. Wyllys, contudo, disse ter se sentido ofendido com as afirmações do deputado, que por sua vez atacou Wyllys pessoalmente dizendo "O problema é seu. Eu não teria orgulho de ter um filho como você". Mais uma vez, a presidente da comissão foi obrigada a intervir para evitar que Bolsonaro iniciasse um bate-boca. Ao sair da audiência, o ministro José Eduardo Cardozo disse "Seres humanos devem ser tratados como seres humanos. As pessoas têm o direito de ser o que quiserem. Podemos até discordar, mas não sair por aí manifestando posições odiosas, de ódio mortífero".

#### Escola sem Homofobia e educação sexual
No dia 11 de maio de 2011, Bolsonaro distribuiu no Senado panfletos contrários ao "kit gay" que, segundo ele, o Ministério da Educação planejava distribuir em escolas contra a discriminação de homossexuais e que Bolsonaro considerava como "promoção do homossexualismo". Os panfletos, que se colocam contra um plano de promoção dos direitos humanos e LGBT ensejaram forte oposição da senadora Marinor Brito (PSOL). A senadora, que defende a criminalização da homofobia e qualquer declaração contra a conduta homossexual, vendo Bolsonaro apresentar panfletos aos meios de comunicação atrás de Marta Suplicy, que dava entrevista, reagiu batendo nos papéis e dizendo "tira isso daqui", ao que Bolsonaro reagiu, chamando-a de "heterofóbica". Bolsonaro mais tarde afirmou que "Já que está difícil ter macho por aí, eu estou me apresentando como macho e ela aloprou. Não pode ver um heterossexual na frente. Ela deu azar duas vezes: uma que sou casado e outra que ela não me interessa. É muito ruim, não me interessa." Segundo jornalistas, Brito e Bolsonaro quase chegaram a se agredir fisicamente. No mesmo dia, Marinor Brito entrou com uma representação contra o deputado, dizendo que "o parlamentar deve servir de exemplo à sociedade". O antropólogo Luis Mott afirmou que processaria Bolsonaro, uma vez que os panfletos do deputado trariam a foto de Mott acompanhada de frases que, de acordo com Mott, não são de sua autoria.

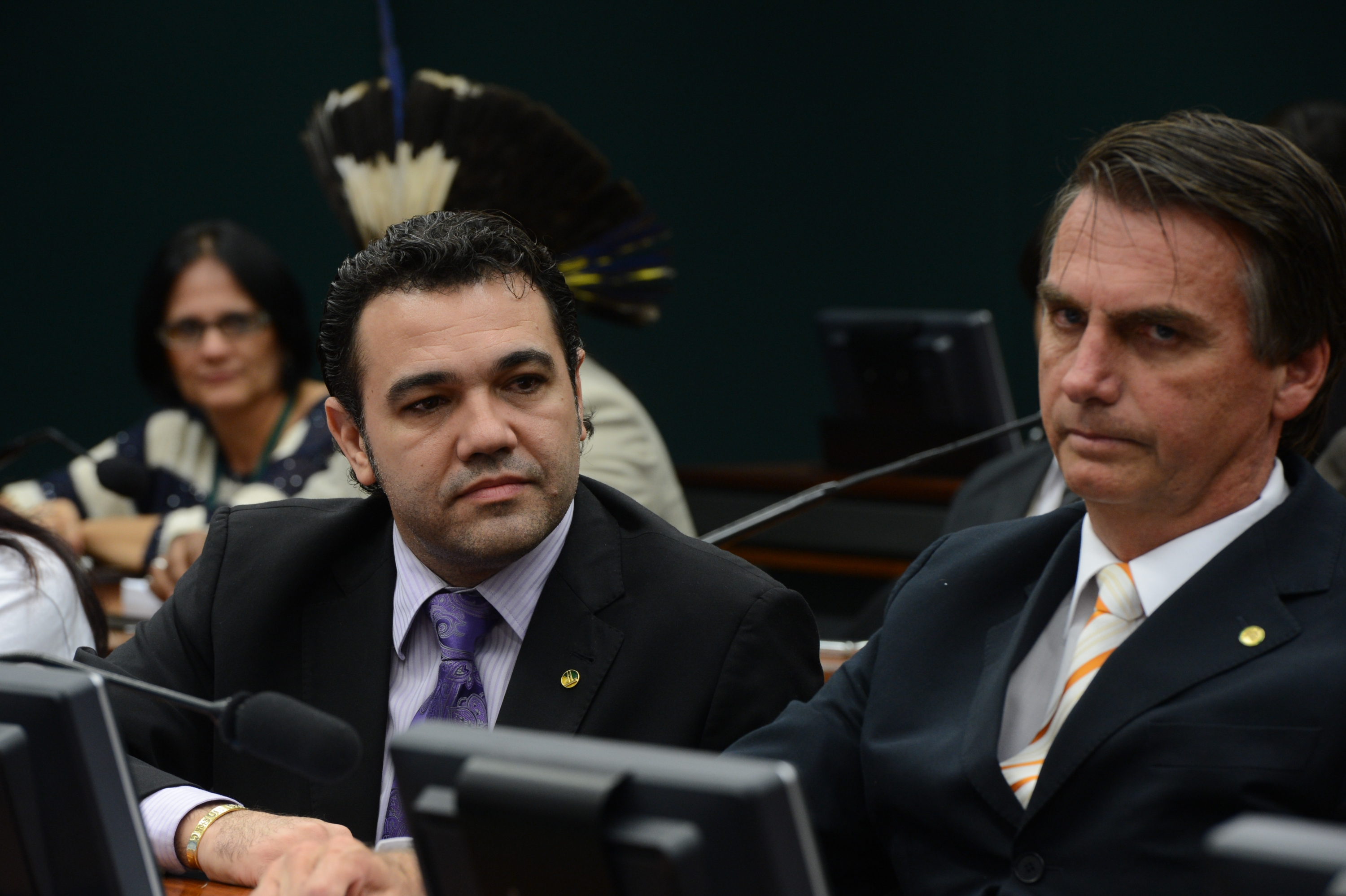
Os deputados federais Marco Feliciano e Jair Bolsonaro são conhecidos por fazerem declarações consideradas homofóbicas.

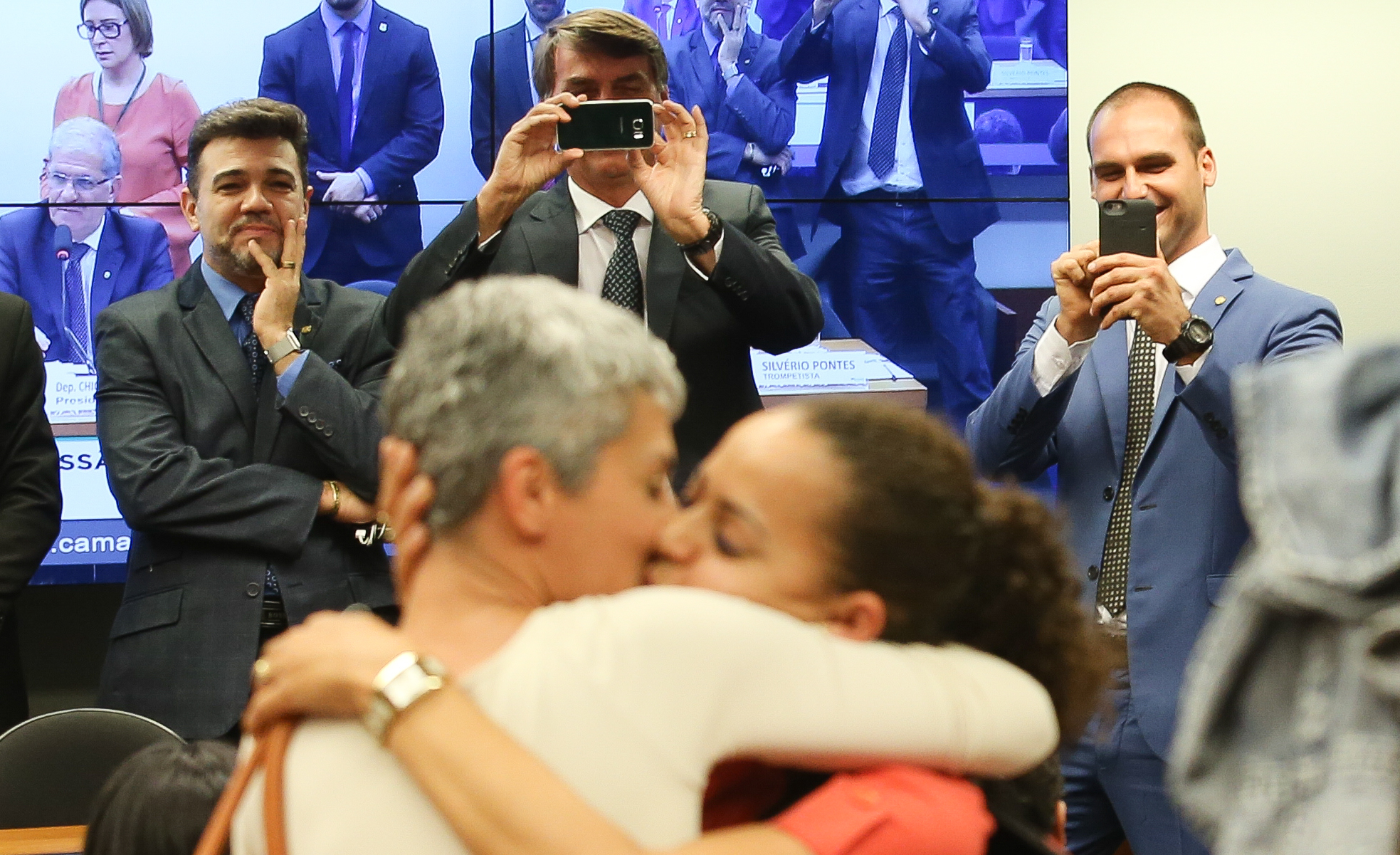
Beijaço contra Bolsonaro e Marco Feliciano na Câmara em maio de 2016.

Em uma entrevista à revista Playboy, em junho de 2011, Bolsonaro afirmou: "Seria incapaz de amar um filho homossexual. Não vou dar uma de hipócrita aqui: prefiro que um filho meu morra num acidente do que apareça com um bigodudo por aí. Para mim ele vai ter morrido mesmo." Ele também disse que se um casal homossexual fosse morar ao seu lado isto iria desvalorizar sua casa. Em julho do mesmo ano, durante uma entrevista para leitores da revista Época, disse que "se lutar para impedir a distribuição do 'kit gay' nas escolas de ensino fundamental com a intenção de estimular o homossexualismo, em verdadeira afronta à família é ser preconceituoso, então sou preconceituoso, com muito orgulho".
No entanto, desde que começou a se apresentar como pré-candidato à Presidência do Brasil, Bolsonaro passou a adotar um discurso mais moderado em relação aos LGBTs e a dizer que não tem nada contra os homossexuais, mas que combate apenas o que chama de "kit gay" nas escolas. Em 11 de janeiro de 2016, por exemplo, Bolsonaro publicou um vídeo em seu canal oficial onde diz: "Eu não tenho nada a ver com comportamento de quem quer que seja. Se o homem e a mulher resolver mais tarde ir morar com o companheiro, formar um par, ir morar com aqueles do mesmo sexo, vá ser feliz. Mas não podemos admitir, que por omissão nossa do Parlamento, crianças se tornem homossexuais no futuro, ou tenham esse comportamento homossexual no futuro, por influência da escola. Isso é inadmissível." Desde então, ele afirma que não tem nada contra gays e que combate apenas o "kit gay" nas escolas.
No dia 10 de janeiro de 2016 o deputado postou um vídeo em seu Facebook no qual criticava o currículo escolar das escolas públicas que, segundo ele inclui informações sobre homossexualismo e educação sexual. O deputado se refere, especificamente, ao livro "Aparelho Sexual e Cia.", que, segundo ele, "estimula precocemente as crianças a se interessarem por sexo" e estaria sendo distribuído a crianças de 6 anos de idade.
O Ministério da Educação (MEC), em nota, divulgou dia 15 de janeiro do mesmo ano, que não tem qualquer relação com o livro. O mesmo boato já havia circulado, de acordo com o MEC, em 2013, quando foi necessário explicar que não havia recomendação do ministério sobre o livro, tampouco ele constaria no Programa Nacional do Livro Didático e no Programa Nacional Biblioteca da Escola.
Em 2018, durante a eleição presidencial, o Tribunal Superior Eleitoral (TSE) determinou a remoção de vídeos que afirmassem que o livro francês Aparelho Sexual e Cia. (associado por Bolsonaro ao "kit gay") havia sido distribuído por programas governamentais enquanto Fernando Haddad ocupava o cargo de Ministro da Educação. A representação tinha como alvos Jair Bolsonaro e seus filhos Carlos e Flávio Bolsonaro. Segundo o ministro Carlos Horbach, os vídeos configuram "a difusão de fato sabidamente inverídico, pelo candidato representado e por seus apoiadores, em diversas postagens efetuadas em redes sociais" o que "gera desinformação no período eleitoral, com prejuízo ao debate político". O ministro acrescenta que o livro não fez parte do programa Escola sem Homofobia, que sequer chegou a ser executado pelo MEC.

### Racismo e xenofobia

#### Negros

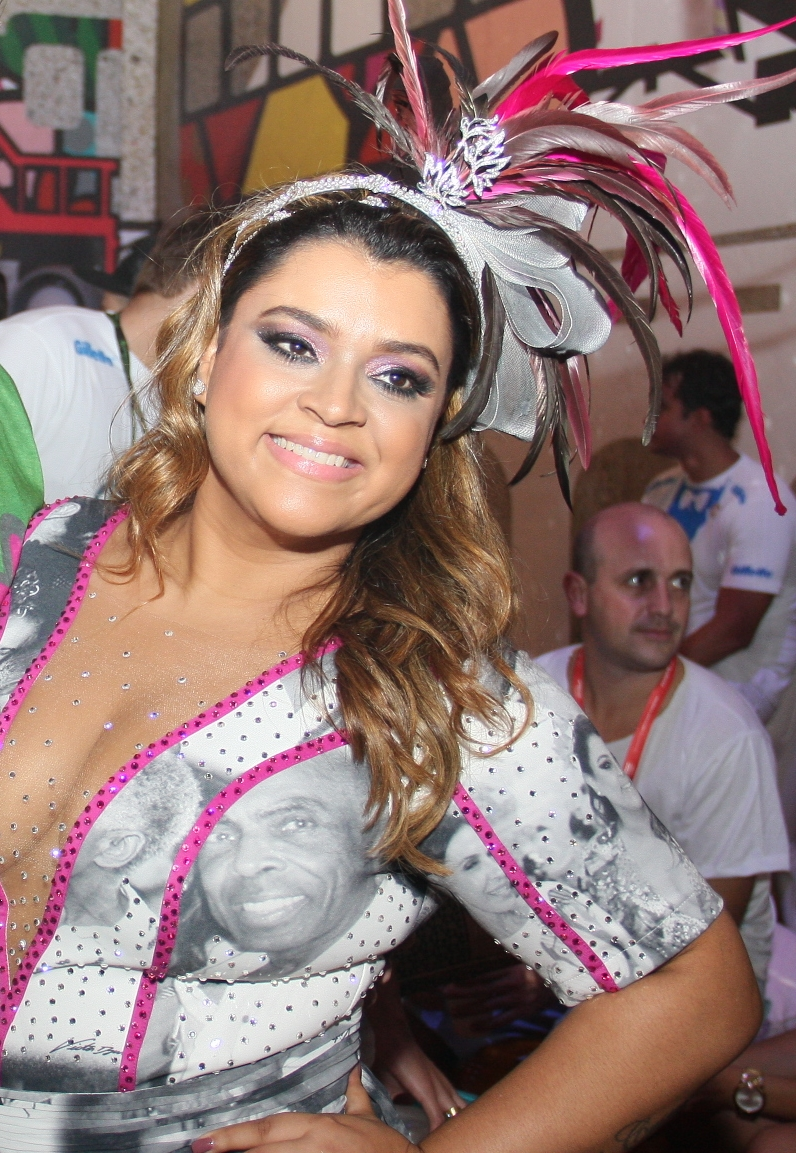
Ao ser questionado por Preta Gil sobre o que faria se seu filho caso apaixonasse por uma garota negra, Bolsonaro disse que "não corre esse risco porque seus filhos foram muito bem educados"

Bolsonaro discorda da aplicação de ações afirmativas, como cotas raciais para afro-brasileiros: em 2006, como forma de protesto contra a formulação de políticas de cotas nas universidades públicas, o deputado apresentou um projeto de lei complementar na Câmara dos Deputados, propondo o estabelecimento de cotas para deputados negros e pardos, admitindo, em seguida, que, se o projeto fosse à votação, seria contra ele.
Em uma entrevista dada ao programa Custe o Que Custar (CQC), no dia 28 de março de 2011, ao ser perguntado pela cantora Preta Gil sobre o que faria se seu filho caso apaixonasse por uma garota negra, Bolsonaro disse que "não discutiria promiscuidade" e que "não corre esse risco porque seus filhos foram muito bem educados", uma das declarações que mais causou polêmica na entrevista.
No dia seguinte, afirmou que a resposta a Preta Gil fora um "mal entendido". A cantora disse que entrará com uma representação no Ministério Público contra Bolsonaro por homofobia e preconceito racial. A Ordem dos Advogados do Brasil anunciou que encaminhará pedido de cassação do mandato de Bolsonaro por quebra de decoro parlamentar, justificando que as declarações do deputado do Partido Progressista são "inaceitavelmente ofensivas pois têm um cunho racista e homofóbico, incompatível com as melhores tradições parlamentares brasileiras". Na quarta-feira seguinte ao programa, Bolsonaro declarou que "está se lixando para esse pessoal", referindo-se a movimentos LGBT.
Em resposta aos protestos contra Bolsonaro, seus filhos, Carlos e Flávio Bolsonaro, vereador e deputado estadual, respectivamente, ambos pelo PP-RJ, disseram que a última declaração dada na entrevista, em que classificou o namoro inter-racial como uma "promiscuidade", pode ter sido mal interpretada por um erro na edição feita pelo programa. Também disseram, defendendo as declarações contra homossexualidade na família, que ser homossexual não é o "normal", que apenas uma minoria tem esse posicionamento e que a maioria dos brasileiros pensa como Jair Bolsonaro, defendendo a integridade da família e a segurança. O próprio Bolsonaro justificou-se alegando que pensou que a pergunta fosse sobre o relacionamento de seu filho com um homossexual. Os filhos de Bolsonaro consideram como "oportunistas" todas as pessoas que acusam o deputado de ser homofóbico e racista, eles mostram-se completamente a favor do pai e afirmam que têm as mesmas opiniões do deputado. Bolsonaro se defendeu dizendo que foi entrevistado por meio de um computador e que não entendeu a última pergunta da entrevista.
Ele entende que a homossexualidade é fruto do meio onde a pessoa convive. E nós não convivemos. Nós, graças a Deus, convivemos no meio familiar. Não convivemos em meios tão badalados, como alguns artistas gostam de frequentar. Essa é a posição dele, ele não está querendo se referir ao homossexualismo como uma doença.— Flávio Bolsonaro, deputado estadual pelo PP-RJ e filho de Jair, explicando afirmações do deputado na entrevista cedida ao CQC sobre a homossexualidade e a família.
Bolsonaro combinou que voltaria ao programa para esclarecer suas afirmações, em especial sobre a pergunta de Preta Gil, em que chamou de "promiscuidade" o namoro entre seu filho e uma negra. A entrevista gerou muita polêmica e rendeu ao deputado vários protestos e acusações. As declarações de Bolsonaro foram consideradas um "caso explícito de racismo" por Luiza Bairros, ministra-chefe da Secretaria Especial de Políticas de Promoção da Igualdade Racial. A ministra se referiu à declaração de Bolsonaro sobre cotas raciais e afirmou que não se pode confundir a liberdade de expressão com um crime de preconceito racial. Segundo ela, Bolsonaro cometeu um crime previsto na constituição brasileira. O deputado havia dito que não aceitaria "ser operado por um médico cotista" ou "embarcar em um avião comandado por um piloto cotista".
As declarações de Bolsonaro repercutiram também nas redes sociais. Em menos de uma semana, uma página no Facebook contava com mais de vinte mil membros que protestavam contra as supostas declarações de homofobia e racismo do deputado. No Twitter, a hashtag com o título de "forabolsonaro" ficou entre as mais comentadas da semana. Outros sites contam com mais de vinte e cinco mil assinaturas pedindo a cassação do mandato do deputado. Bolsonaro pode ser processado, para a OAB, que defendeu que a Câmara dos Deputados abra um processo contra o deputado por quebra de decoro. Até às onze horas do dia 7 de abril de 2011, o site na internet que permite o cadastramento de pessoas que querem "proteger o Brasil de Bolsonaro" e pretende atingir a marca de cem mil cadastramentos, já chegava a 79 mil assinaturas pela Internet.

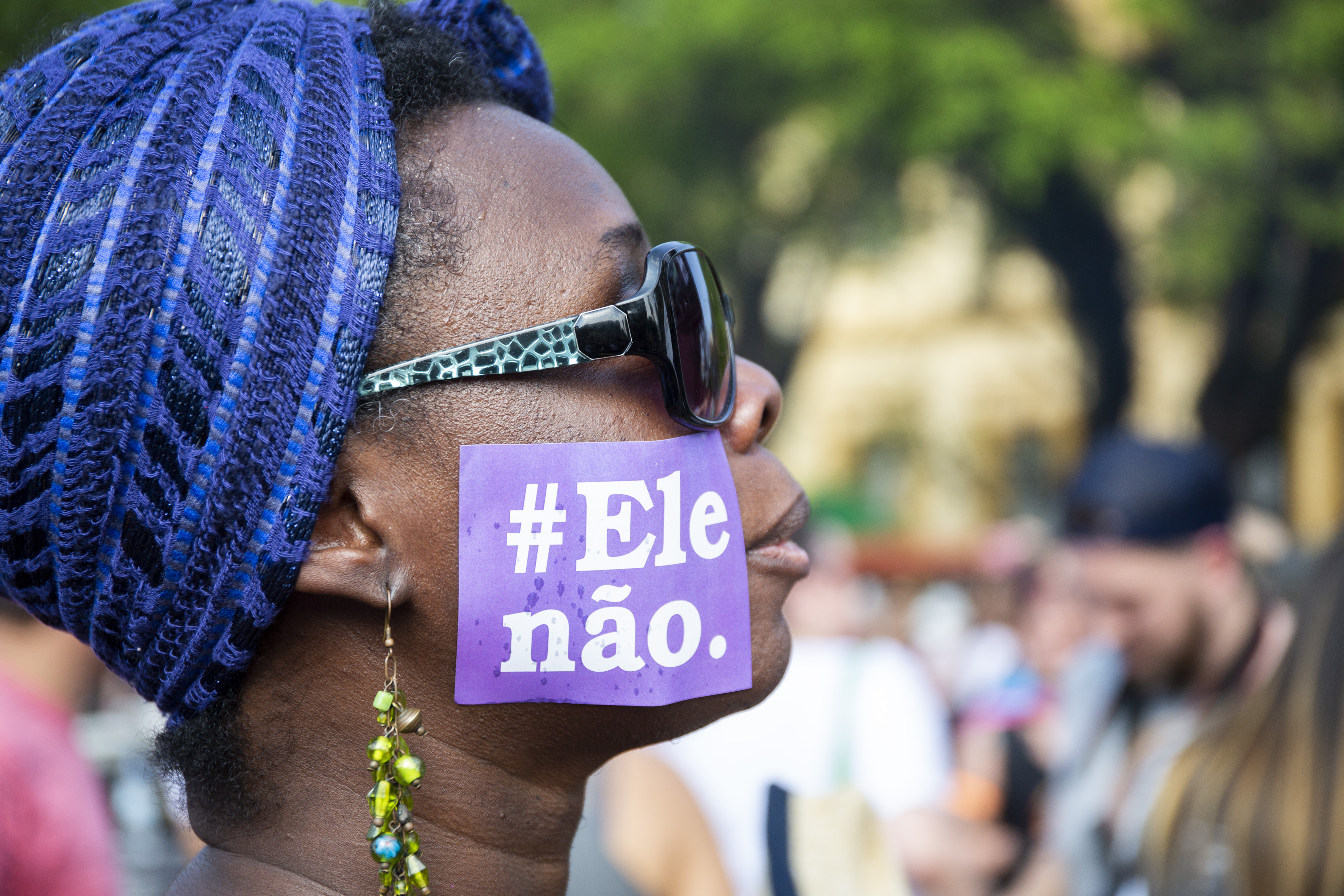
Manifestação em Porto Alegre com a hashtag usada no Movimento Ele Não.

Na segunda-feira seguinte ao programa da entrevista, originalmente exibida em 28 de março de 2011, o programa CQC reapresentou as duas perguntas mais polêmicas da entrevista, a de que ele era contra cotas raciais, em que foi interpretado como racista, e a pergunta de Preta Gil, em que o deputado de refere ao namoro entre raças diferentes, em especial do seu filho com uma negra, como uma promiscuidade. O deputado, em relação a última pergunta da entrevista, esquivou-se dizendo que não havia entendido a pergunta feita por Preta Gil, apoiando-se também no comentário do apresentador Marcelo Tas, que disse que queria acreditar que "o deputado não entendeu a pergunta". Bolsonaro afirmou ter entendido que o namoro seria com um homossexual. Também respondeu que seus filhos foram "muito bem-educados" e não viveram num meio como "lamentavelmente" vivera a cantora. Um dos apresentadores do programa, Rafinha Bastos supôs que o deputado havia se apoiado na inexistência de uma lei contra a homofobia para que sua resposta não fosse considerada um crime, como seria se a resposta tivesse sido racista. O deputado ainda prometeu explicar-se publicamente. Alguns grupos que estão a favor de Bolsonaro também se manifestaram. Neonazistas convocam "ato cívico" a favor de Bolsonaro através de redes sociais.
Uma manifestação convocada pela internet ocorreu em 9 de abril, próximo ao MASP, em São Paulo. Um grupo contrário a Bolsonaro, formado por cerca de setenta, exibiu cartazes e cantos de guerra; o grupo favorável ao deputado tinha por volta de quarenta integrantes, sem nenhum negro. Apesar de tensão e de intervenção policial, não houve confronto. Mesmo sem agressão física, oito integrantes do grupo que apoiava Bolsonaro e duas do grupo contra o pepista foram detidas. Os primeiros faziam parte dos grupos Ultradefesa, União Nacionalista e Carecas, averiguados por crime de intolerância, e os últimos eram punks anarquistas que não portavam documentos. Um participante do grupo autodenominado "nacionalista" ainda teve de ser retirado após discutir com integrante do movimento gay. Ainda em redes sociais, simpatizantes de Bolsonaro pedem que ele concorra a presidência, como em "Bolsonaro para Presidente", e se dizem "fãs" do deputado.
Várias instituições responsáveis pela promoção dos direitos humanos pediram investigação e punição de Jair Bolsonaro. O Movimento Nacional pelos Direitos Humanos exigiu que o deputado fosse punido pelas declarações, afirmando que, "como toda Nação brasileira [sic], o Movimento Nacional de Direitos Humanos (MNDH) se viu perplexo e indignado diante das ofensas racistas e homofóbicas proferidas pelo deputado federal Jair Bolsonaro contra a cantora Preta Gil, e por consequência contra ambos os grupos sociais, em programa de televisão, na última segunda-feira, dia 28 de março." A Associação Brasileira de Gays, Lésbicas e Transsexuais pediu investigação criminal de Jair Bolsonaro com base nos crimes de racismo e injúria e difamação. A UNESCO, braço da ONU, pediu que as falas de Bolsonaro fossem investigadas. A Folha de S.Paulo, em editorial do dia 5 de abril, defendeu que o deputado fosse submetido a juízo político por discriminação e preconceito, embora se opondo à cassação. O grupo Tortura Nunca Mais publicou uma nota de repúdio às falas de Jair Bolsonaro.

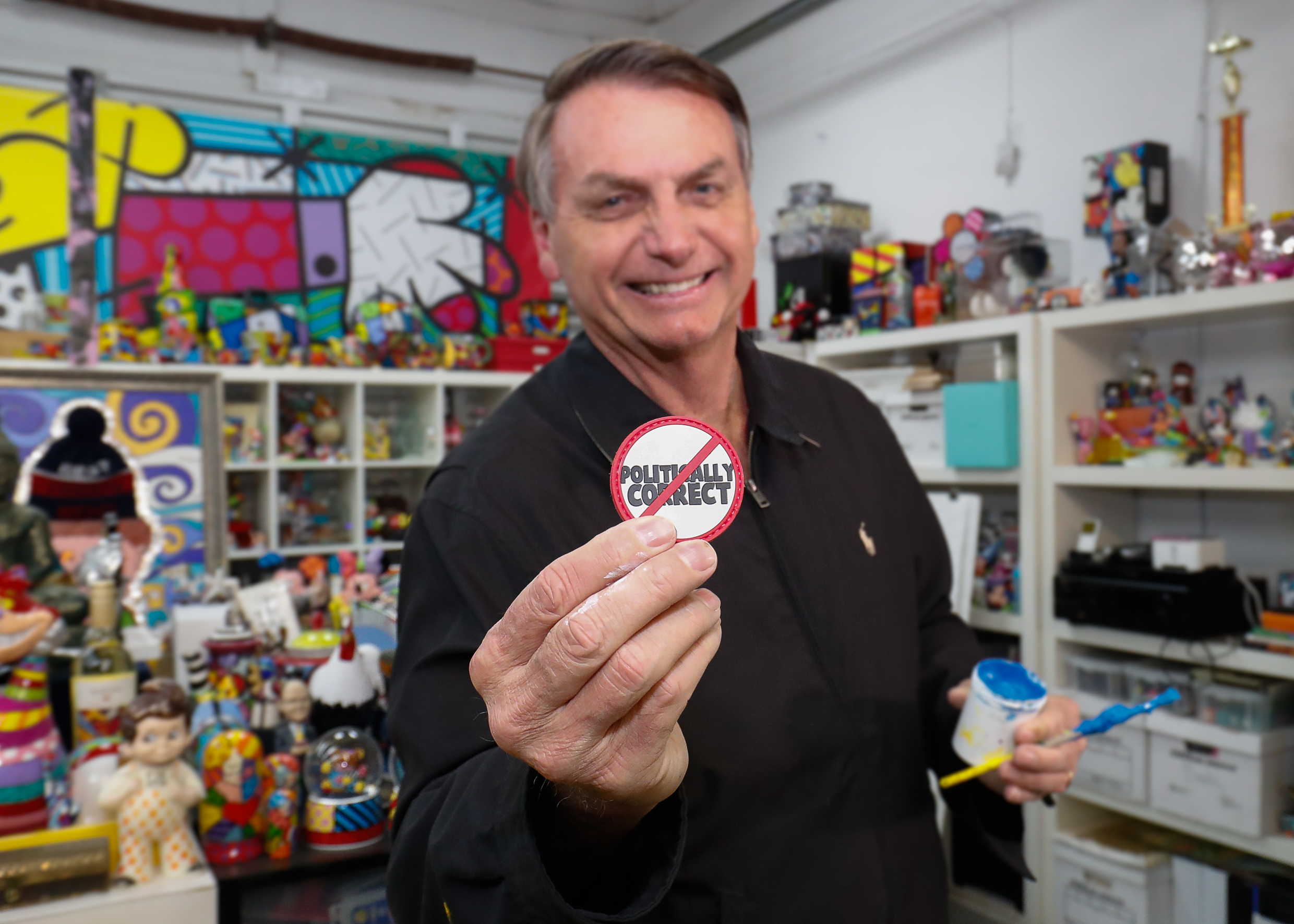
Bolsonaro segurando uma placa contra o politicamente correto

Por meio do Conselho Nacional de Combate à Discriminação e Promoção dos Direitos de Lésbicas, Gays, Bissexuais, Travestis e Transexuais (CNCD/LGBT), o governo federal brasileiro afirmou que "Bolsonaro reforça a sua faceta homofóbica, racista e sexista, agindo, de forma deliberada, com posturas incompatíveis com o decoro e a ética exigida de um representante da sociedade brasileira no Congresso Nacional". Segundo a ministra da Igualdade Racial, as declarações de Bolsonaro foram "caso explícito de racismo". A coordenadora da organização não-governamental Actionaid, Rosana Heringer, defendeu que, na impossibilidade de cassação de Bolsonaro pela lei do racismo, "ele merece uma punição do ponto de vista simbólico e cultural, para pensar duas vezes antes de falar isso de novo." A Comissão de Direitos Humanos da Câmara disse que investigaria Bolsonaro por suas falas de conteúdo discriminatório. O presidente da Fundação Palmares, Eloi Ferreira de Araujo, demonstrou indignação em relação às falas de Bolsonaro. Segundo ele, "É preciso coibir todo e qualquer ato que vise fomentar o racismo. E é isso que faremos". No dia 6 de abril de 2011 o deputado Bolsonaro faltou à reunião da Comissão de Direitos Humanos quando, segundo seu gabinete, preparava uma defesa contra as acusações de racismo pela entrevista cedida ao programa de televisão. No mesmo dia, manifestantes fizeram um protesto contra o deputado, exibindo cartazes com uma caricatura de Bolsonaro assemelhando-se a Adolf Hitler e trazendo a hashtag "#forabolsonaro", utilizada no Twitter para promover a indignação contra as declarações do deputado. Mais tarde, foi divulgado que o presidente da União Brasileira dos Estudantes Secundaristas (UBES), Yann Evanovick, afirmou que "Não dá para um país, com teoricamente uma democracia plena, ter parlamentares preconceituosos, homofóbicos e machistas, como o deputado Bolsonaro". Junto dele, a União Nacional dos Estudantes e outras vinte entidades enviaram um documento à Comissão de Direitos Humanos pedindo a investigação de Bolsonaro por crime de racismo. O presidente da câmara, Marco Maia (PT), disse estudar a possibilidade de alteração no código de ética da Câmara para viabilizar punições alternativas ao deputado. Protestos de grupos ligados à UNE, movimentos indígenas, negros e religiosos protestaram no dia 7 de abril na Câmara Federal, comparando Bolsonaro a Hitler.
A entrevista ao CQC rendeu ao deputado vários processos por quebra de decoro e racismo. Para o presidente da Ordem dos Advogados do Brasil, Ophir Cavalcante, a Câmara dos Deputados abriu um processo contra Bolsonaro. A cantora Preta Gil também entrou com um pedido de processo contra o deputado por racismo, alegando que as declarações foram claramente racistas e que o próprio deputado "assume o que é", a cantora agradeceu ao programa por, supostamente, "provar" esse racismo. Em 6 de abril de 2011, o deputado foi notificado pela Corregedoria da Câmara para apresentar defesa contra petições protocoladas por seus pares notificando o caso. Não obstante, o Conselho de Defesa da Pessoa Humana, do Governo Federal, decidiu encaminhar uma queixa formal à Procuradoria-Geral da República pela suposta prática do parlamentar acerca de racismo e homofobia. A Secretaria da Igualdade Racial e os deputados Édson Santos e Luiz Alberto, ambos do PT, reiteraram pedido da Câmara. Em 2013, foi aberto um inquérito contra Bolsonaro ao STF pelas declarações supostamente racistas feitas contra a cantora, que, após análise do ministro, foi arquivado por falta de provas em 2015, sob a justificativa de que a emissora não disponibilizou a íntegra da gravação da entrevista, mas somente sua versão editada, não sendo assim possível averiguar se Bolsonaro estava referindo-se a pergunta feita, como também justificou o próprio Bolsonaro no programa Programa Raul Gil.

#### Quilombolas
Jair Bolsonaro tratou com total menoscabo os integrantes de comunidades quilombolas. Referiu-se a eles como se fossem animais, ao utilizar a palavra 'arroba'. Esta manifestação, inaceitável, alinha-se ao regime da escravidão, em que negros eram tratados como mera mercadoria, e à ideia de desigualdade entre seres humanos, o que é absolutamente refutado pela Constituição brasileira e por todos os Tratados e Convenções Internacionais de que o Brasil é signatário, que afirmam a igualdade entre seres humanos como direito humano universal e protegido. Jair Bolsonaro ainda consignou, em comparação, que os japoneses são um povo trabalhador, que não pede esmola. Assim, evidenciou que, em sua visão, há indivíduos ou povos superiores a outros, tratando quilombolas como seres inferiores.  Estas manifestações feitas pelo acusado, de incitação a comportamento e sentimento xenobófico, reforça atitudes de violência e discriminação que são vedadas pela Constituição e pela lei penal"

– Raquel Dodge, Procuradora-Geral da República.
Em abril de 2017, em um discurso no Clube Hebraica, na zona sul do Rio de Janeiro, o deputado federal disse que irá acabar com todas as terras indígenas e comunidades quilombolas do Brasil caso seja eleito em 2018. Ele também afirmou que irá terminar com o financiamento público para ONGs: "Pode ter certeza que se eu chegar lá (presidência da República) não vai ter dinheiro pra ONG. Se depender de mim, todo cidadão vai ter uma arma de fogo dentro de casa. Não vai ter um centímetro demarcado para reserva indígena ou pra quilombola." Ele também alegou que as reservas indígenas e quilombolas atrapalham a economia. "Onde tem uma terra indígena, tem uma riqueza embaixo dela. Temos que mudar isso daí", afirmou.
Eu fui num quilombola (sic). O afrodescendente mais leve lá pesava sete arrobas. Não fazem nada! Eu acho que nem pra procriador ele serve mais. Mais de 1 bilhão de reais por ano é gastado com eles.— Jair Bolsonaro
Após a frase sobre quilombolas, o parlamentar foi denunciado pelo Ministério Público Federal do Rio de Janeiro, que afirmou que Bolsonaro usou expressões injuriosas, preconceituosas e discriminatórias com objetivo de ofender e ridicularizar as comunidades quilombolas e a população negra. Em 3 de outubro de 2017, o deputado foi condenado a pagar 50 mil reais de multa pelo crime de danos morais.

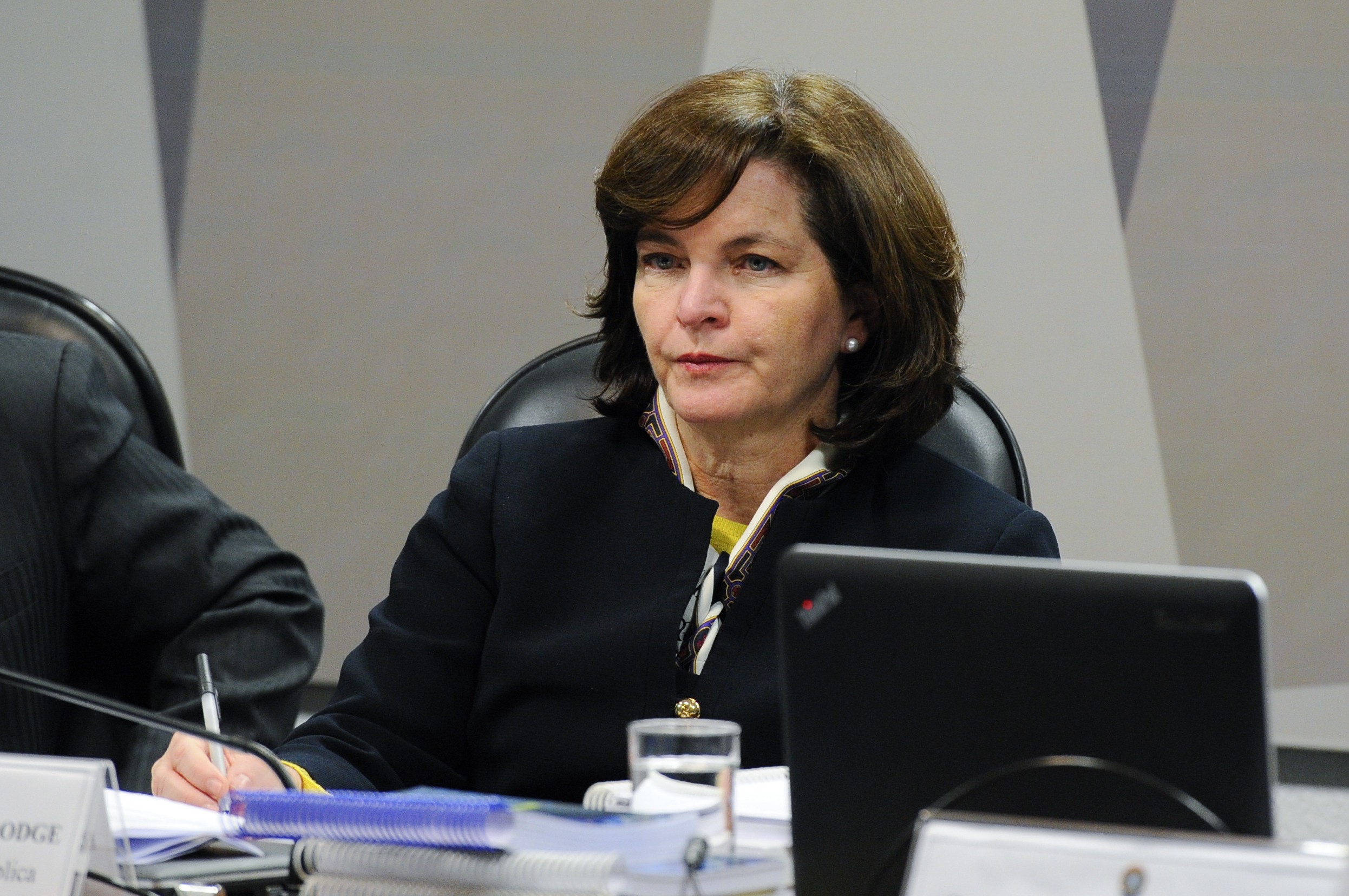
A ex-procuradora-geral da República Raquel Dodge denunciou Bolsonaro por sua fala sobre quilombolas

No dia 13 de abril de 2018, a Procuradoria-Geral da República (PGR) apresentou outra denúncia contra Bolsonaro pelo crime de racismo, que é inafiançável e imprescritível, sujeito à pena de reclusão de 1 a 3 anos mais multa. Na denúncia, a procuradora-geral da República Raquel Dodge pede que o parlamentar pague 400 mil reais por danos morais coletivos e afirma: "Jair Bolsonaro tratou com total menoscabo os integrantes de comunidades quilombolas. Referiu-se a eles como se fossem animais, ao utilizar a palavra 'arroba'. Esta manifestação, inaceitável, alinha-se ao regime da escravidão, em que negros eram tratados como mera mercadoria, e à ideia de desigualdade entre seres humanos, o que é absolutamente refutado pela Constituição brasileira e por todos os Tratados e Convenções Internacionais de que o Brasil é signatário, que afirmam a igualdade entre seres humanos como direito humano universal e protegido. Jair Bolsonaro ainda consignou, em comparação, que os japoneses são um povo trabalhador, que não pede esmola. Assim, evidenciou que, em sua visão, há indivíduos ou povos superiores a outros, tratando quilombolas como seres inferiores. Estas manifestações feitas pelo acusado, de incitação a comportamento e sentimento xenobófico, reforça atitudes de violência e discriminação que são vedadas pela Constituição e pela lei penal", concluiu a procuradora. A denúncia foi rejeitada pelo STF em 11 de setembro do mesmo ano.

#### Povos indígenas

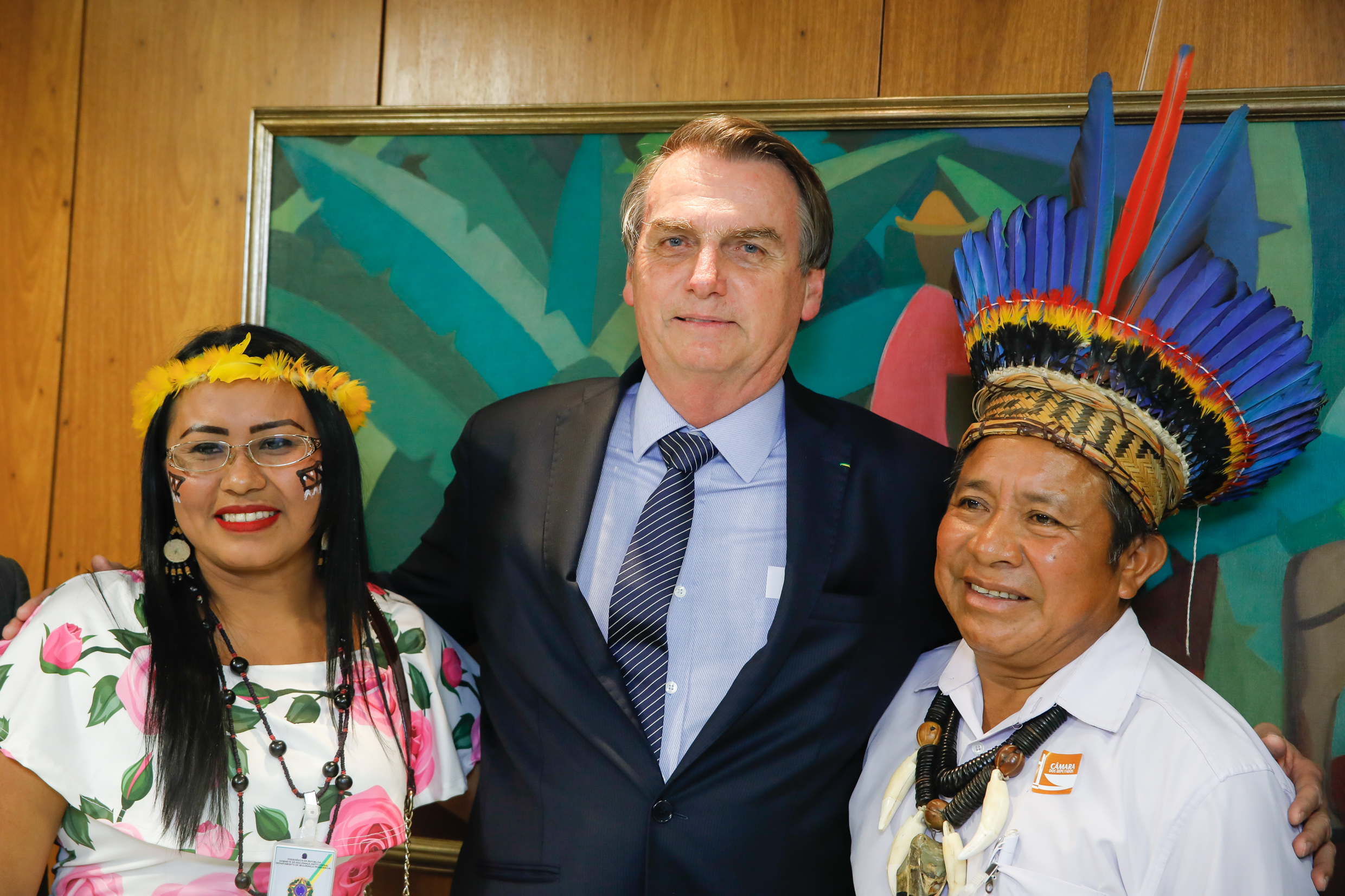
Bolsonaro ao lado de representantes de povos indígenas no Palácio do Planalto.

Jair Bolsonaro também questiona a política indígena do governo brasileiro. Em um de seus pronunciamentos a uma audiência na Câmara dos Deputados, que tratava sobre a questão em Roraima. O deputado afirmou que o Movimento dos Sem Terra (MST), "apesar de abonado e constituído por pessoas que falam a nossa língua e são educadas", não consegue fazer a reforma agrária, enquanto que "índios fedorentos, não educados e não falantes de nossa língua" possuem 12% das terras brasileiras e fazem lobby no Congresso Nacional. Os comentários de Bolsonaro causaram grande indignação no plenário, entre índios, parlamentares e grupos de defesa de direitos humanos, que consideraram que a fala do então deputado feria o princípio de não discriminação da Constituição Brasileira. Sentindo-se constrangido e ofendido com os comentários de Bolsonaro sobre a questão indígena, uma das lideranças do povo sateré-maués presentes na audiência pública chegou até mesmo a atirar um copo de água na direção do deputado. Depois de ser atingido pelo copo d'água, Bolsonaro disse: "É um índio que está a soldo aqui em Brasília, veio de avião, vai agora comer uma costelinha de porco, tomar um chope, provavelmente um uísque, e quem sabe telefonar para alguém para a noite sua ser mais agradável. Esse é o índio que vem falar aqui de reserva indígena. Ele devia ir comer um capim ali fora para manter as suas origens."
Em abril de 2017, em um discurso no Clube Hebraica, na zona sul do Rio de Janeiro, o então deputado federal disse que iria acabar com todas as terras indígenas e comunidades quilombolas do Brasil caso fosse eleito em 2018. Ele também afirmou que iria terminar com o financiamento público para ONGs: "Pode ter certeza que se eu chegar lá (presidência da República) não vai ter dinheiro pra ONG. Se depender de mim, todo cidadão vai ter uma arma de fogo dentro de casa. Não vai ter um centímetro demarcado para reserva indígena ou pra quilombola." Ele também alegou que as reservas indígenas e quilombolas atrapalham a economia. "Onde tem uma terra indígena, tem uma riqueza embaixo dela. Temos que mudar isso daí", afirmou.

#### Elogio à cavalaria estadunidense por extermínio de indígenas
Em março de 2022, durante o mandato presidencial de Bolsonaro, o então ministro da Justiça, Anderson Torres, concedeu a Medalha do Mérito Indigenista a Jair Bolsonaro. A condecoração, instituída em 1972, é concedida a pessoas que se destacam pelos trabalhos de proteção e promoção dos povos indígenas brasileiros.
Entretanto, em 1998, quando era deputado federal, Bolsonaro homenageou, em discurso, a Cavalaria Americana por matar indígenas e não ter mais "esse problema em seu país", lamentando que a cavalaria brasileira não tenha agido da mesma forma. "Foi incompetente", sentenciou.
"Até vale uma observação neste momento: realmente a cavalaria brasileira foi muito incompetente. Competente, sim, foi a Cavalaria norte-americana, que dizimou seus índios no passado e hoje em dia não tem esse problema no país".— Jair Bolsonaro — Deputado Federal
Já em 2021, ao sancionar o orçamento para 2022, Bolsonaro cortou verbas que seriam destinadas à proteção e promoção de povos indígenas, que haviam sido aprovadas pelo Congresso. Também foi contrário à demarcação de novas terras indígenas, e seu governo defendia a liberação do garimpo nas áreas já demarcadas.

#### Imigrantes
Em setembro de 2015, durante uma entrevista ao Jornal Opção, de Goiás, disse: "Não sei qual é a adesão dos comandantes, mas, caso venham reduzir o efetivo das Forças Armadas é menos gente nas ruas para fazer frente aos marginais do MST, dos haitianos, senegaleses, bolivianos e tudo que é escória do mundo que, agora, está chegando os sírios também. A escória do mundo está chegando ao Brasil como se nós não tivéssemos problema demais para resolver." No discurso no Clube Hebraica em 2017, afirmou que "não podemos abrir as portas para todo mundo". No entanto, não se mostrou contrário à entrada de todos os estrangeiros. "Alguém já viu algum japonês pedindo esmola? É uma raça que tem vergonha na cara!" Em abril de 2017, a Secretaria Especial de Políticas de Promoção da Igualdade Racial apresentou uma nota de repúdio pelas declarações do deputado sobre o tema. Em 2018, Bolsonaro defendeu a criação de "campos de refugiados" para venezuelanos buscando abrigo no Brasil.
Na mesma entrevista, quando perguntado se acreditava que Dilma Rousseff completaria seu segundo mandato, desejou "que acabe hoje, infartada ou com câncer, [de] qualquer maneira."

## Ataques à imprensa e notícias falsas

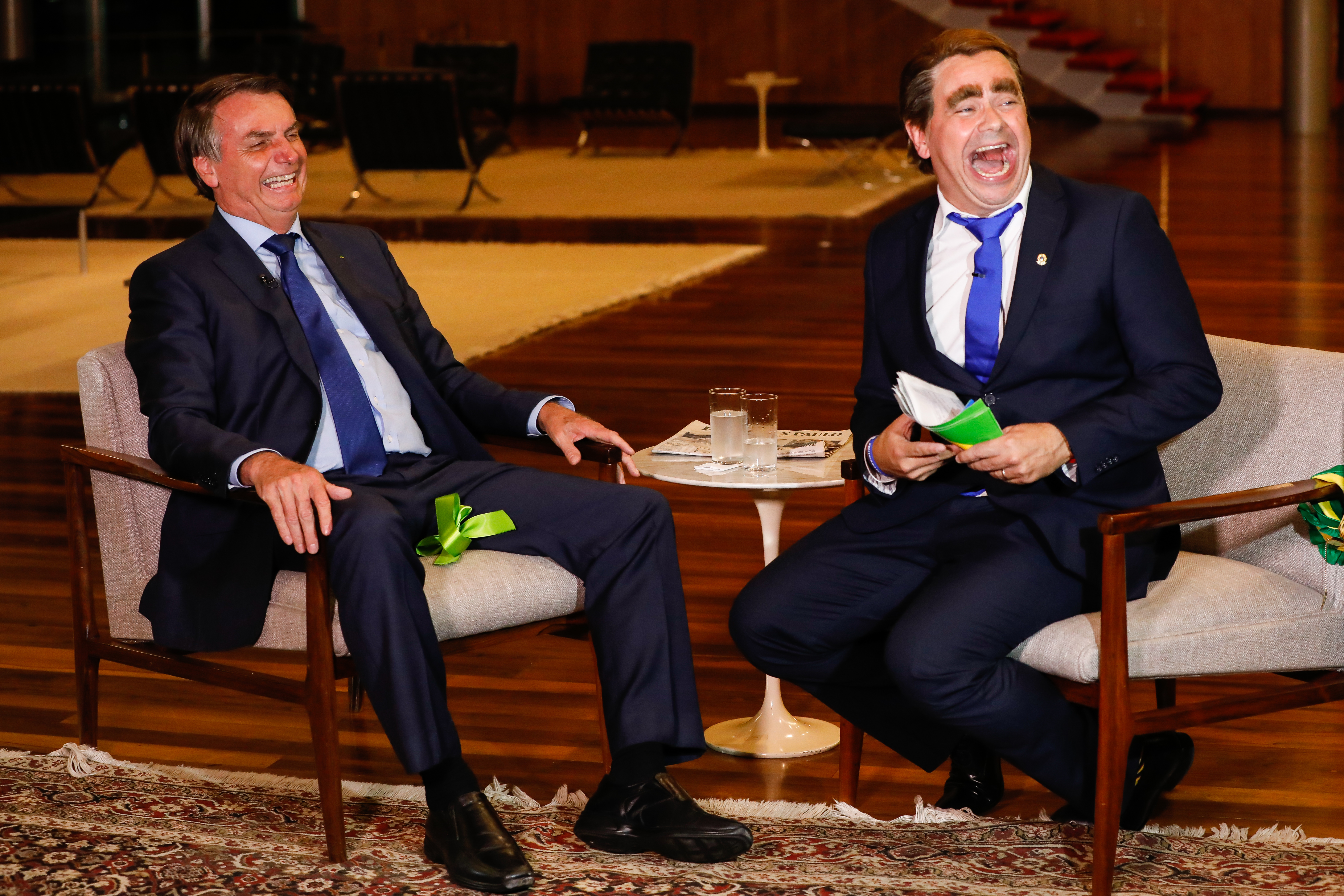
Carioca e Bolsonaro durante entrevista em março de 2020

Bolsonaro é um critico ferrenho da imprensa e dos grandes meios de comunicação, sendo que constantemente ataca repórteres e críticos ao seu governo. Um levantamento da Repórteres sem Fronteiras realizado em setembro de 2020, computou 53 ataques, sendo que foram registradas pelo menos 21 agressões partindo do próprio presidente. O então presidente chegou a levar o humorista Márvio Lúcio, mais conhecido como Carioca, para responder perguntas dos jornalistas no dia da divulgação do PIB de 1,1% do seu primeiro ano de governo. O humorista ofereceu bananas aos repórteres, e na insistência de Bolsonaro em não responder as perguntas sobre o PIB os repórteres deixaram de fazê-las.
Em 19 de outubro de 2018, uma ação judicial movida pelo Partido dos Trabalhadores foi aceita no Tribunal Superior Eleitoral (TSE), tendo como relator o ministro Jorge Mussi, corregedor-geral eleitoral. O processo teve como fundamento uma denúncia do jornal Folha de S.Paulo, segundo a qual certas empresas pagaram, em contratos que chegariam a 12 milhões de reais, pelo envio em massa de conteúdos contra o candidato petista no aplicativo WhatsApp, o que poderia ser classificado como caixa dois. O PT, com o argumento de que houve práticas vedadas pela lei eleitoral, como doação de pessoa jurídica e compra de cadastros de usuários, pediu que Bolsonaro fosse declarado inelegível por abuso de poder econômico e uso indevido de meios de comunicação. Segundo o partido, a campanha de Bolsonaro teria sido beneficiada pela proliferação de fake news (notícias falsas) nas redes sociais. O candidato usou o Facebook para negar envolvimento com esquemas maliciosos e acusou a Folha de "trabalhar para o seu rival" no segundo turno, Fernando Haddad.
Uma produtora de vídeo que existe apenas no papel, no centro de Petrolina, em Pernambuco, recebeu 240 mil reais para produzir vídeos para TV e redes sociais da campanha de Bolsonaro, segundo uma reportagem da revista Época. O valor corresponde a cerca de 20% do total gasto na campanha pelo candidato. O endereço da produtora, de nome "Mosqueteiros Filmes Ltda", era uma casa vazia com anúncio de venda e os donos do imóvel disseram que a produtora alugou um escritório lá há muito tempo, mas que saíram há anos. Outra agência, a "9ideia", responde pelas peças, tem sede em João Pessoa, na Paraíba, e é uma agência publicitária, não produtora de filmes, sendo que não poderia atuar na campanha com os vídeos. Segundo os responsáveis pela "9ideia", eles não têm envolvimento algum com a campanha de Bolsonaro, mas funcionários da agência estariam trabalhando na elaboração das peças do candidato do PSL.
Nas eleições de 2018, o jornal O Dia publicou uma sátira, onde a cabeça do presidente Jair Bolsonaro é inserida em uma suástica (que é associada ao Nazismo) com a indagação: "e ninguém vai dizer nada?" Jair Bolsonaro entrou com um processo contra o jornal. A relatora do processo deu causa ganha para o jornal, argumentando que o presidente não se ofendeu quando circulou sua foto ao lado de uma pessoa fantasiada com o que parece ser Adolf Hitler. Após a vitória de Bolsonaro nas eleições de 2018, a Associação Brasileira de Jornalismo Investigativo (Abraji) divulgou uma nota sobre as declarações do presidente: "A Abraji recebe com apreensão as declarações dadas pelo presidente eleito, Jair Bolsonaro (PSL), a respeito da imprensa nas últimas 48 horas, entre a confirmação de sua vitória nas urnas e as primeiras entrevistas às emissoras de televisão brasileiras. O respeito à Constituição — à qual o presidente fará um juramento solene de obediência no dia 1º de janeiro de 2019 — não é pleno quando a imprensa se converte em objeto de ataques e de ameaças."
Em março de 2019, ao lado de outras associações, a Associação Nacional de Jornais (ANJ) condenou a atitude do presidente Jair Bolsonaro, que ajudou a disseminar notícia falsa em sua rede social: "ABERT, ANER e ANJ assinalam que a tentativa de produzir na imprensa a imagem de inimiga ignora o papel do jornalismo independente de acompanhar e fiscalizar os atos das autoridades públicas."
Em uma coletiva de imprensa realizada em maio de 2019, a jornalista Marina Dias questionou Bolsonaro sobre o corte de recursos para a educação. Bolsonaro respondeu diferenciando corte de contingenciamento. Quando a repórter questionou novamente que se tratava de um corte, ele se irritou e declarou: "Você é da Folha? (...) Primeiro, vocês da Folha de S.Paulo têm que entrar de novo em uma faculdade que presta e fazer um bom jornalismo. É isso que a Folha tem que fazer, e não contratar qualquer uma ou qualquer um para ser jornalista, para ficar semeando a discórdia e perguntando besteira por aí e publicando coisas nojentas. " Mais tarde, Bolsonaro divulgou um vídeo do episódio no Twitter e no Facebook onde diz: "(...) Aqui nos Estados Unidos uma repórter da Folha desconhecia a diferença entre corte e contingenciamento. Nós explicamos." A Abraji disse que ao "estimular um ambiente de confronto e intimidação contra jornalistas e veículos de mídia, Bolsonaro se afasta do compromisso democrático que assumiu ao tomar posse, e fica mais próximo dos governantes autoritários, de diversos matizes ideológicos, que buscam demonizar a imprensa por ver nela um obstáculo a seus projetos de poder. Sempre que há restrições à liberdade de imprensa e de expressão, quem perde é a sociedade."

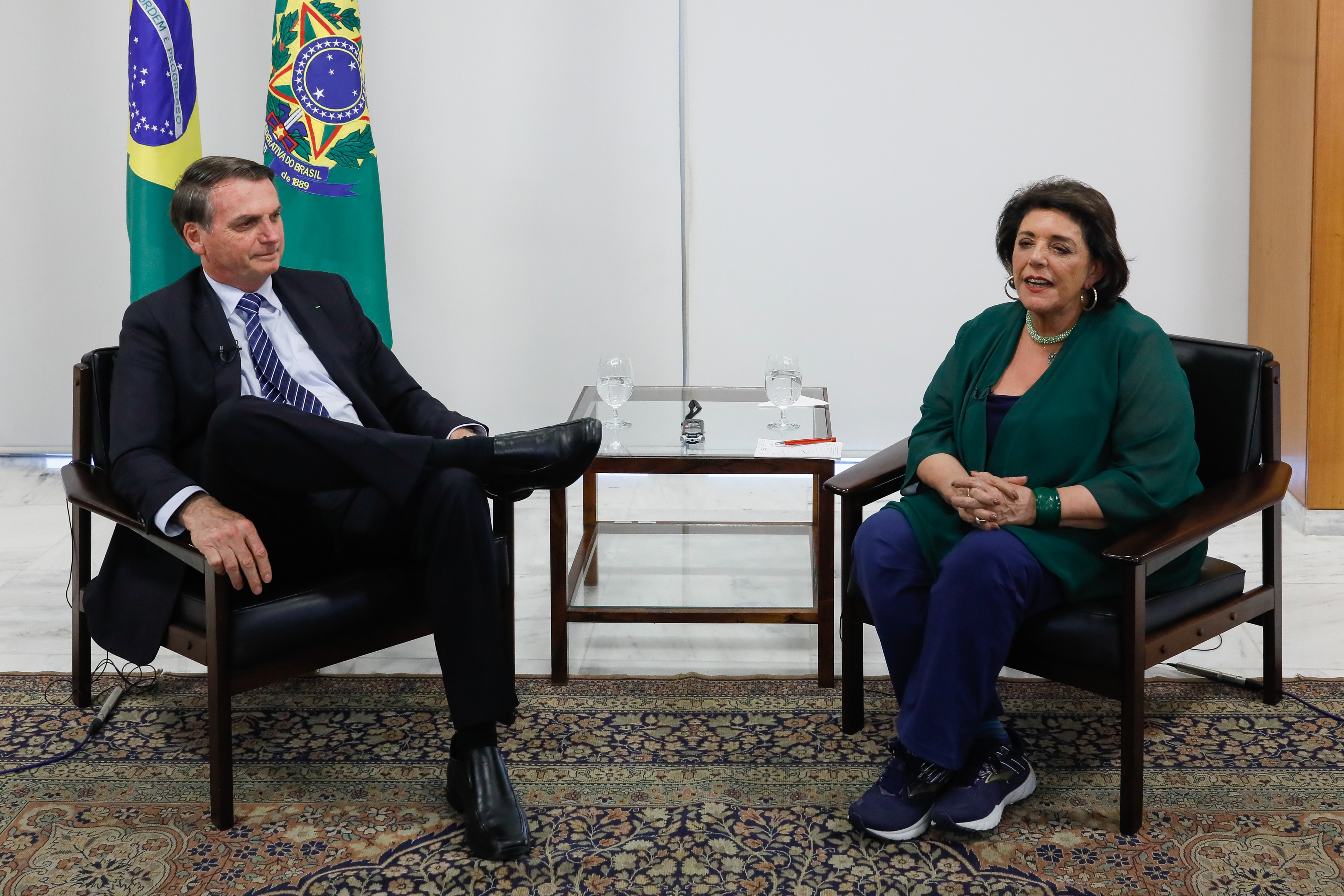
Leda Nagle e Bolsonaro durante entrevista em agosto de 2019

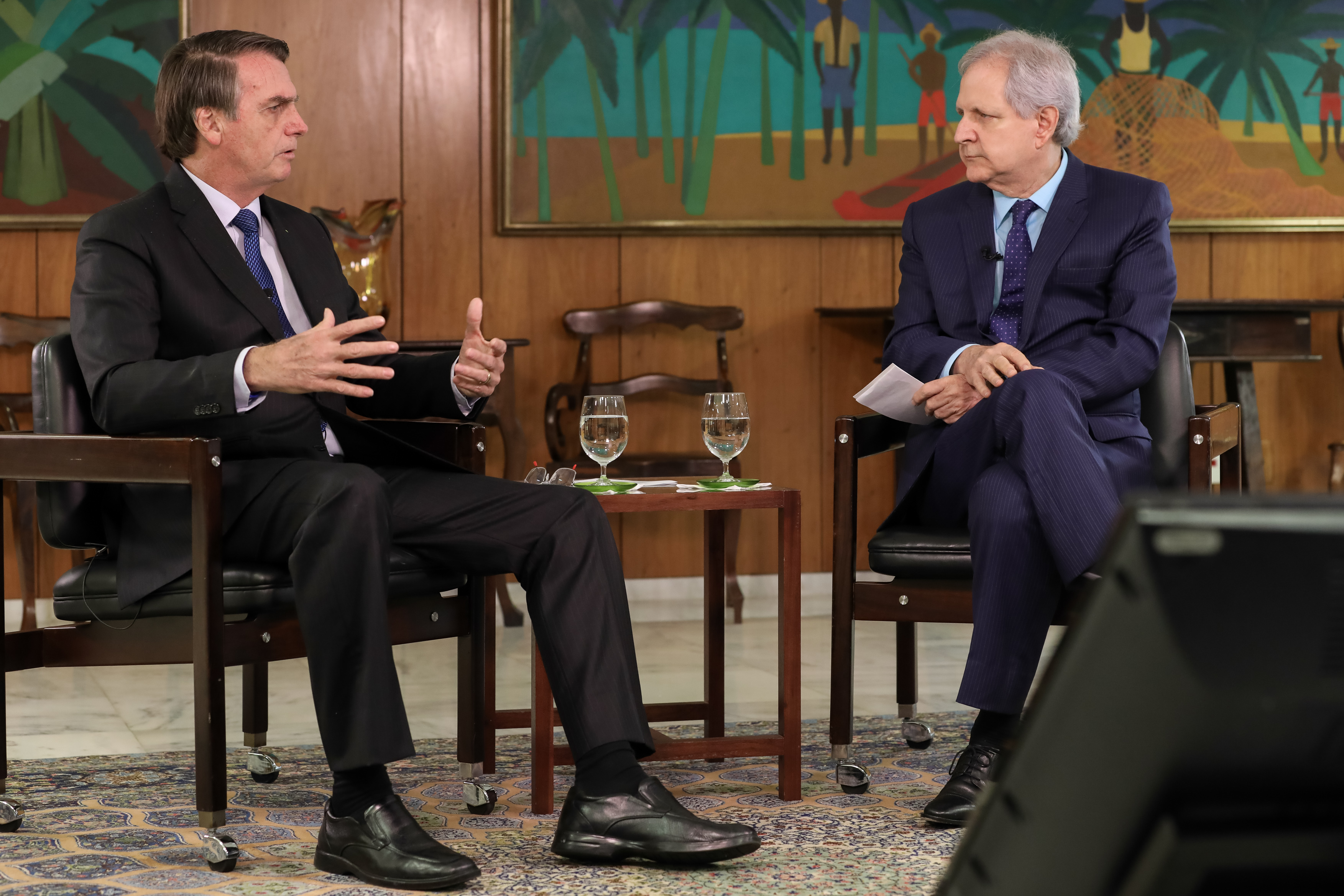
Jair Bolsonaro durante entrevista para Augusto Nunes em abril de 2019

Em julho de 2019, disse que a jornalista Miriam Leitão fazia um "drama mentiroso" sobre as torturas que sofreu na ditadura militar do Brasil. Também acusou a jornalista de ter tentado "impor a ditadura no Brasil na luta armada". Ainda em 2019, a participação de Miriam Leitão foi cancelada na 13ª Feira do Livro de Jaraguá do Sul. Segundo os organizadores do evento, não seria possível garantir sua segurança após mobilização de um protesto de um simpatizante de Jair Bolsonaro.
Em agosto de 2019, a ANJ condenou a fala do presidente Jair Bolsonaro que disse que a imprensa "está acabando" e o jornal Valor Econômico "vai fechar".

O presidente ignora mais uma vez a relevância da atividade jornalística, sobretudo em uma era em que a desinformação e o sectarismo transbordam de redes sociais e manifestações oficias. (…) [Suas declarações são] equivocadas.— ANJ 
Em setembro de 2019, a ANJ disse que a medida provisória (MP) 896 proposta pelo presidente Jair Bolsonaro é uma ataque à liberdade de imprensa. Também informou que a MP proporcionará uma falta transparência dos atos públicos e passa por cima do Congresso, que é o responsável por legislar sobre o tema. Com a MP 896 não será mais obrigatório que atos oficiais de licitações públicas sejam informados em jornais de grande circulação. O governo alegou a medida visa cortar um gasto "injustificado para os cofres públicos". Em outra oportunidade Jair Bolsonaro disse que a MP é uma resposta à imprensa que é crítica ao seu governo. O ministro Gilmar Mendes, do Supremo Tribunal Federal(STF), suspendeu a medida provisória 896 em 18 de outubro de 2019, até que ela seja votada no Congresso Nacional. O ministro argumentou que a MP fere a liberdade de imprensa.
Em novembro de 2019, a Federação Nacional dos Jornalistas (FENAJ) divulgou que o presidente Jair Bolsonaro já acumulava 99 ataques à imprensa do Brasil. Até novembro de 2019, a maioria dos ataques foram direcionados à Rede Globo. Em dezembro de 2019, foi divulgado um levantamento feito pela Agência Lupa, da revista Piauí, que mostrou que 64,5% das vezes que Bolsonoro utilizou a palavra fake news foi com intuito de atacar a imprensa. Quando a FENAJ divulgou um novo levantamento em janeiro de 2020, mostrando que o presidente foi o responsável pela maior parte dos ataques direcionados à imprensa, Bolsonaro respondeu em uma rede social com ironia: "HAHAHAHAHAHAHA. KKKKKKKKKKKKKKK.” Em outra postagem, ele respondeu a um seguidor: "Pegaram o QI médio da galera da imprensa. Deu 58". Em 2020, a Associação Brasileira de Jornalismo Investigativo, Conectas Direitos Humanos, Instituto Vladimir Herzog, e coletivo Intervozes denunciaram alguns dos ataques de Bolsonaro a jornalistas na Organização das Nações Unidas (ONU).
Em janeiro de 2020, Bolsonaro declarou que "os jornalistas são uma raça em extinção". Edemundo Dias Filho, comentou essa situação no jornal O Popular: "Na mesma hora me lembrei do livro Sobre a Tirania, de Timothy Snyde, professor de história da Universidade de Yale, em New Haven, Connecticut/EUA, e membro do Instituto de Ciências Humanas em Viena/Áustria. (..) Traz como reflexão obrigatória a liberdade de expressão, tendo como parâmetro justamente a leitura de livros, revistas, artigos e jornais. (...) Por fim, todos saibamos que a extinção da 'raça' [dos jornalistas] que estimula o pensamento crítico significa a proliferação de governos déspotas e de um povo servil e boçal." Após um novo ataque do presidente direcionado a jornalistas e à imprensa, o editorial do Estado de S. Paulo se posicionou com um artigo de opinião: "O jornalismo independente não se vergou quando foi atacado por forças muito mais poderosas. Não há de ser agora. Dirigindo-se a 'essa imprensa' que trabalhava na cobertura da troca de comando da Operação Acolhida, no Palácio do Planalto, na quinta-feira passada, um exaltado presidente Jair Bolsonaro disse que os jornalistas deveriam 'tomar vergonha na cara e deixar o nosso governo em paz'. Só assim, livre dessa chatice que é estar sob escrutínio do distinto público por intermédio de uma imprensa profissional e independente, o presidente poderá 'levar harmonia ao nosso povo' ... A trajetória de sua ascensão política está indelevelmente marcada pelo confronto, nem sempre civilizado e democrático, contra tudo e todos que lhe são opostos."
Em 7 de julho de 2020, a ABI (Associação Brasileira de Imprensa) anunciou que vai abrir uma notícia-crime no STF contra Bolsonaro, após o presidente, dizendo estar infectado com COVID-19, se aproximar dos jornalistas para dar entrevista. Durante a conversa, o presidente retirou a máscara do rosto. Devido a isso, o Sindicato de Jornalistas Profissionais do Distrito Federal pediu que veículos de comunicação suspendam as coberturas jornalísticas no Palácio do Planalto
Em abril de 2020, a Repórteres Sem Fronteiras anunciou que vai divulgar análises trimestrais sobre os ataques de Bolsonaro direcionados à imprensa. Na primeira parte, a organização reportou como Bolsonaro ataca e tenta silenciar a imprensa ao lado de familiares.
Mais de uma vez, o presidente atacou e ameaçou não renovar a concessão pública da Rede Globo: "Em 2022, não é ameaça, não, assim como faço com todo mundo vai ter que estar direitinha a contabilidade para que possa ter a concessão renovada. Se não estiver tudo certo, não renovo de vocês, de ninguém". Também chamou a emissora de "imprensa lixo". Uma das bandeiras levantadas pelo bolsonarismo nas manifestações é a cassação da emissora.
Em 1 de abril de 2020, a Folha de S.Paulo compilou algumas das declarações falsas ditas por Bolsonaro desde a posse do cargo como presidente. Em 27 junho de 2020, a Folha de S.Paulo divulga em um artigo algumas das frases que aproxima Bolsonaro de generais da ditadura. Alguns dos exemplos: "a culpa é da imprensa" e "bando de comunistas". Até 7 de julho de 2020, o presidente já disse a veículos de imprensa, mais de 46 vezes, que o STF o impede de combatar a Pandemia de COVID-19 no Brasil, o que é falso.
Em abril 2020, a Agência Pública divulgou uma investigação mostrando como o posicionamento público de Bolsonaro e aliados contra o isolamento social foi usado com estratégia para retirar o ministro da saúde Luiz Henrique Mandetta do cargo com uso de informações falsas nas redes sociais. Um dos motivos dessa estratégia foi manter o apoio dos eleitores mais fanáticos do presidente, após perder apoio dos eleitores médios com o início da pandemia de COVID-19. No início de maio de 2020, o jornalista Bruno Boghossian, da Folha de S.Paulo observou que Bolsonaro estava forçando atrito contra o STF para desviar a atenção do público da interferência política na Polícia Federal do Brasil. Em junho de 2020, a revista Veja ouviu diversos especialistas para analisar a forma como Bolsonaro usou discursos em 80 dias de pandemia de COVID-19. Um dos exemplos citados na reportagem, foi o de John F. Kennedy, que mencionou Winston Churchill, que colocava discursos à frente da guerra.
As atitudes políticas não democráticas de Bolsonaro como presidente da república passaram a ser relatadas e criticadas em artigos de opinião escritos pelos editoriais de grandes jornais do Brasil. Em novembro de 2019, o editorial da Folha de S.Paulo declarou: "Jair Bolsonaro não entende nem nunca entenderá os limites que a República impõe ao exercício da Presidência. Trata-se de uma personalidade que combina leviandade e autoritarismo. (...) O Palácio do Planalto não é uma extensão da casa na Barra da Tijuca que o presidente mantém no Rio de Janeiro. Nem os seus vizinhos na praça dos Três Poderes são os daquele condomínio. (...) A sua caneta não pode tudo. (...) Será preciso então que as regras do Estado democrático de Direito lhe sejam impingidas de fora para dentro, como os limites que se dão a uma criança. Porque ele não se contém, terá de ser contido." Em 26 de fevereiro de 2020, o editorial do Estado de S. Paulo disse: "O presidente parece procurar construir um regime populista de inspiração militar, bem ao gosto dos saudosos da ditadura e que faz lembrar o governo do general Velasco Alvarado no Peru (1968–75), que hostilizava os partidos por considerá-los parte do sistema oligárquico." Já o editorial do jornal O Globo, disse que Bolsonaro vem agindo "como chefe de facção radical, de bando, ultrapassando todos os limites do convívio democrático. Desconsidera a divisão de poderes feita pela Constituição, ameaça o Congresso, o Judiciário e, logo, sua Corte Suprema."
No dia 18 de janeiro de 2021, o presidente Jair Bolsonaro bloqueou a agência de verificação de informações Aos Fatos no Twitter. Segundo Vitor Blotta, professor da Universidade de São Paulo que coordena o grupo de Jornalismo, Direito e Liberdade (ECA-USP), políticos que usam suas redes sociais para as funções do governo, não devem bloquear jornalistas, pois segundo o artigo 37 da Constituição Federal, a publicidade dos programas, obras, serviços e campanhas dos órgãos públicos é dever da administração pública.
Em 17 de maio de 2021, Aos Fatos divulgou que Bolsonaro já deu 3.000 declarações falsas ou distorcidas desde o início de seu mandato, com uma média total de 3,4 declarações por dia. A mesma agência publicou matéria no início de janeiro de 2022 dizendo que ao longo do ano de 2021 o presidente deu uma média de 6,9 declarações falsas ou distorcidas por dia. Somente sobre a pandemia de Covid-19, foram 1.278 declarações desde sua posse, sendo o tema mais afetado pela desinformação, seguido pela economia, eleições, corrupção e meio ambiente.
Em 21 de outubro de 2021, nas suas transmissões ao vivo pela internet, o presidente utilizou como fonte um jornal impresso para dizer que as pessoas imunizadas têm maior probabilidade de se infectar com Aids.
As reações foram imediatas após a declaração. A CPI da Covid incluiu no relatório, a declaração do presidente e transferiu para o ministro do STF Alexandre de Moraes novas provas sobre supostos crimes de Bolsonaro para o Inquérito das Fake News. O ministro Luís Roberto Barroso, do STF foi escolhido para ser o relator do inquérito impetrado pelos partidos PSOL e PDT.
A live foi derrubada pelo Facebook e pelo YouTube, pois segundo as plataformas, tais declarações violaram políticas de desinformação sanitaria contra a Covid-19.
Robert Gallo, um dos descobridores do HIV, desmentiu a declaração do presidente, em entrevista ao Correio Braziliense. Bolsonaro baseou sua afirmação em uma notícia do site Exame que relatava o risco da utilização do Adenoviros número 5 na fabricação de vacinas, tendo em vista que em 2007, vacinas similares contendo o vírus foram criadas e aumentaram o risco de contaminação por HIV. Porém, na mesma matéria do site, é relatado que as vacinas que estavam sendo fabricadas não continham o adenoviros de número 5, e que o estudo tratava-se de um alerta para evitar o uso deste vírus em vacinas. Até o momento, nenhuma vacina utilizou-se do Adenoviros de número 5 e nenhuma vacina contém relatos de desenvolvimento de doenças por conta da vacina, assim Bolsonaro distorceu os fatos.

## Pandemia de COVID-19

### Kit Covid
O kit Covid, frequentemente referido como tratamento precoce, é uma designação utilizada para descrever a abordagem negacionista promovida pelo governo liderado por Jair Bolsonaro e seus apoiadores no que diz respeito ao uso de medicamentos que não possuem eficácia comprovada no tratamento da COVID-19. Este enfoque inclui a defesa do uso de medicamentos como cloroquina, hidroxicloroquina, ivermectina, azitromicina, bromexina, nitazoxanida, anticoagulantes e suplementos de zinco.
No início da pandemia, especificamente em março de 2020, a cloroquina surgiu como um possível tratamento para a doença com base em dois estudos de qualidade questionável. Notavelmente, o então presidente dos Estados Unidos, Donald Trump, endossou um desses estudos, desafiando assim as recomendações da Food and Drug Administration (FDA), o que levou a politização da questão. No Brasil, o então presidente Jair Bolsonaro rapidamente adotou esse discurso. Nos meses subsequentes, o governo brasileiro tomou medidas para promover a cloroquina e a hidroxicloroquina como tratamentos para a COVID-19. Isso incluiu a ordenação da produção, coordenação da distribuição e um gasto considerável de aproximadamente 90 milhões de reais na aquisição desses medicamentos. Além disso, o Ministério da Saúde, sob a liderança de Eduardo Pazuello, ampliou o uso dessas substâncias para tratar casos leves da doença.

## Meio ambiente

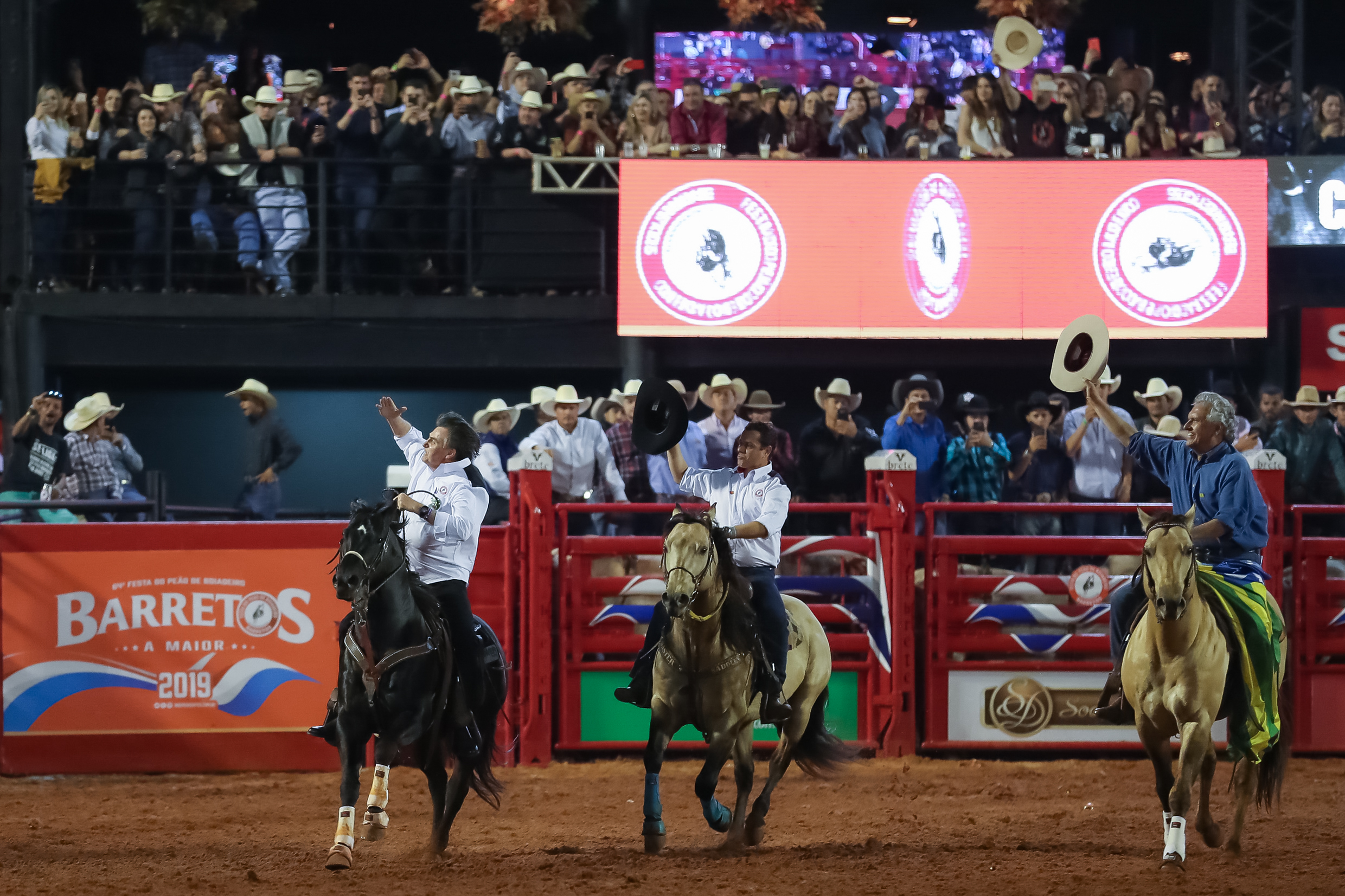
Jair Bolsonaro durante a cerimônia de abertura do rodeio da 64ª Festa do Peão de Barretos, em São Paulo.

Em outubro de 2016, Bolsonaro participou de um evento em Brasília em apoio à liberação da vaquejada pelo Supremo Tribunal Federal (STF).

### Agricultura e mudanças climáticas
De acordo com o The Washington Post, "Bolsonaro é um poderoso defensor do agronegócio ... e é provável que favoreça os lucros em detrimento da preservação ... Bolsonaro se irritou com a pressão estrangeira para proteger [a floresta amazônica ] e disse à organizações internacionais sem fins lucrativos, como o World Wildlife Fund, que ele não tolerará suas agendas no Brasil. Ele também se posicionou vigorosamente contra a demarcação de reservas indígenas para povos nativos. Além disso, assessores de Bolsonaro diz que planeja expandir a geração de energia nuclear e hidroelétrica na Amazônia."
O presidente chegou a cogitar a possibilidade de extinguir o Ministério do Meio Ambiente, ideia que ganhou força em novembro durante o governo de transição, mas recuou na decisão. No entanto, o departamento de Educação Ambiental do Ministério do Meio Ambiente foi incorporado pela Secretaria de Ecoturismo, enquanto que o Serviço Florestal Brasileiro foi transferido do Ministério do Meio Ambiente para a Agricultura.
Em abril de 2019, Bolsonaro foi selecionado pela revista Time como uma das cem pessoas mais influentes do mundo naquele ano. Em síntese, a revista descreve Bolsonaro como um personagem complexo, que por um lado representaria uma quebra numa sequência de uma década de corrupção e a "melhor chance em uma geração" para aprovar reformas econômicas que podem amansar a dívida crescente. Por outro lado, a revista ressalta o caráter controverso de Bolsonaro, descrevendo-o como símbolo de "masculinidade tóxica" e de um "ultraconservadorismo homofóbico", que poderia ainda reverter o progresso brasileiro quanto às mudanças climáticas.

### Incêndios na Amazônia
Durante o mês de agosto de 2019, os incêndios na Amazônia tornaram-se foco de intensas críticas às políticas de Bolsonaro para a área de floresta tropical. O Brasil registrou mais de 72.000 incêndios em 2019, um aumento de 84% em relação ao mesmo período de 2018. Em cinco dias, em agosto, houve 7.746 incêndios. A preocupação levou Angela Merkel a apoiar o pedido de Emmanuel Macron para colocar os incêndios na Amazônia na agenda da cúpula do G7, depois que o presidente francês disse que a situação representava uma crise internacional. Em resposta, o presidente Jair Bolsonaro — que se autodenominou, ironicamente, “Capitão Motosserra” — acusou Macron de ter uma "mentalidade colonialista" e disse-lhe para ficar de fora dos negócios brasileiros. "Não podemos aceitar que um presidente, Macron, atire ataques infundados e gratuitos na Amazônia, nem que ele disfarce suas intenções por trás da ideia de uma 'aliança' de países do G-7 para 'salvar' a Amazônia, como se nós fôssemos colônias ou terras de ninguém ”. Depois disso, o governo de Bolsonaro lançou uma campanha global de relações públicas para tentar convencer o mundo de que tudo está sob controle. Bolsonaro disse que "no meu entender pode ter sido potencializada por ONGs, porque eles perderam grana, qual é a intenção? Trazer problemas para o Brasil” salientando que Leonardo DiCaprio deu o dinheiro para queimar a Amazônia.

## Outras controvérsias

### Economia

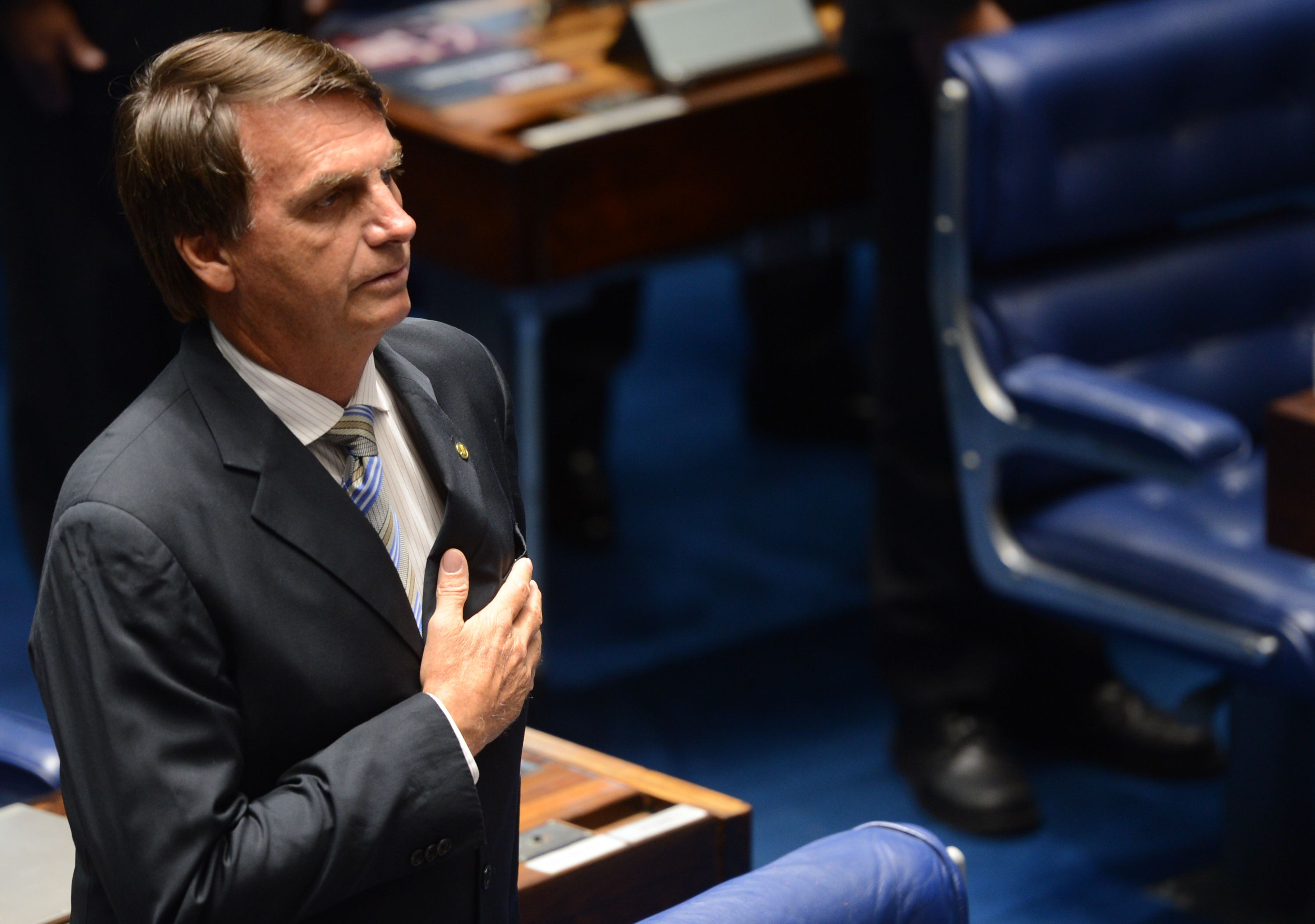
Bolsonaro, em 2014, durante promulgação da Emenda Constitucional 77, que permite médicos militares trabalharem no SUS.

Bolsonaro defendeu, durante os governos de Fernando Henrique Cardoso e Luiz Inácio Lula da Silva, posições econômicas desenvolvimentistas e antiliberais, herança da ditadura militar no Brasil, votando junto com o Partido dos Trabalhadores em diversos temas econômicos. Em 2000, ao explicar ao apresentador Jô Soares o porquê de ter defendido o fuzilamento do então presidente Fernando Henrique, disse que "barbaridade é privatizar a Vale e as telecomunicações, entregar as nossas reservas petrolíferas ao capital externo".
Por outro lado, desde 2016, Bolsonaro tem apoiado medidas econômicas liberais. Votou na abertura do pré-sal, afirmou que o "livre-mercado é a mãe da liberdade", e, em uma entrevista, disse que "deve ser privatizado o máximo que puder" e que se opôs somente à forma como a Vale foi privatizada. Em uma entrevista à jornalista Mariana Godoy, quando questionado sobre seu posicionamento em relação ao tripé macroeconômico, o então pré-candidato à presidência respondeu que quem falaria sobre economia por ele no futuro seria sua equipe econômica. Em novembro de 2017, durante uma entrevista, Bolsonaro disse que, caso se torne presidente do Brasil, nomeará para o ministério da fazenda o economista liberal Paulo Guedes. Em entrevista de 2018, afirmou que "não gostaria" de privatizar a Petrobras, mas que o faria se "não encontrasse [outra] solução". Em maio de 2018, defendeu a flexibilização de direitos trabalhistas e afirmou: "Aos poucos a população vai entendendo que é melhor menos direitos e emprego do que todos os direitos e desemprego".
Segundo o cientista político Fernando Schuler, as mudanças de discurso de Bolsonaro seriam explicadas pela ascensão de sua popularidade. Segundo Schuler, "todo candidato, quando cresce, tende ao centro". Para o economista e filósofo Joel Pinheiro da Fonseca, o discurso econômico de Bolsonaro seria uma "roupagem liberal", usada também, segundo o economista, por Lula e outros políticos no passado.

### Ciência e tecnologia
Bolsonaro, durante sua campanha, propôs a eliminação do ministério da ciência e tecnologia do Brasil, bem como do ministério do meio ambiente. Os pesquisadores observam que o financiamento do governo para ciência e tecnologia caiu drasticamente nos últimos anos. O orçamento proposto no início de 2019 mantinha o de apoio de cerca de 3 bilhões, que é cerca de 45% inferior ao financiamento em 2017, que era cerca de 25% menor que em 2016. Em março, o governo anunciou um congelamento de 42% do orçamento para o ministério da ciência e comunicação, deixando-o com apenas 2,9 bilhões de reais pelo resto do ano. As estimativas mais recentes sugerem que o ministério poderia ficar sem dinheiro para estudantes de graduação e pós-graduação e pesquisadores de pós-doutorado já em setembro. Em 19 de julho, Bolsonaro acusou o INPE de mentir sobre os números, depois sugeriu que seu governo tivesse o direito de aprovar os dados científicos da agência antes de serem divulgados ao público. Ricardo Galvão, físico treinado pelo MIT, criticou a "atitude vil e covarde de Bolsonaro". Ele defendeu suas palavras contra o presidente do Brasil, dizendo ao The Washington Post: "Essa era uma defesa da dignidade da ciência brasileira, não apenas para cientistas brasileiros, mas para todos os cientistas. Nossos dados nunca devem ser restringidos por interesses políticos.”
Em junho, ele suspendeu a liberação de 8 bilhões de reais dos orçamentos de educação, ciência e tecnologia como parte de medidas de austeridade, deixando projetos de pesquisa no limbo e milhares de pesquisadores sem bolsas de pesquisa. Pesquisadores e intelectuais altamente qualificados estão fugindo do país em números recordes. Em abril, o número de vistos concedidos aos brasileiros por habilidades extraordinárias, ou aqueles com graus mais altos, subiu para 159% em 2018 e 408% em 2017. O êxodo atual inclui "médicos, nutricionistas, engenheiros, pilotos comerciais, especialistas em TI, arquitetos, economistas, jornalistas e empresários". Isso está impactando campos que vão da física de partículas de alta energia a cientistas ambientais, da engenharia à medicina e até à tecnologia da informação.

### Controle de natalidade
Bolsonaro provocou uma controvérsia considerável por declarações públicas feitas em julho de 2008, quando ele propôs fornecer aos mais pobres métodos de controle de natalidade ao sugerir serem pouco educados para entender a educação sobre planejamento familiar. Bolsonaro disse:
Eu gostaria que o Brasil tivesse um programa de planejamento familiar. Nem vale a pena falar sobre educação quando a maioria dessas pessoas [pobres] não está preparada para receber educação, portanto não se educará. Apenas um controle de natalidade rígido pode nos salvar do caos. Um homem e uma mulher educados dificilmente desejam uma criança extra com o único propósito de se engajar em um programa de assistência social (como é hoje em dia). Precisamos adotar uma política rígida de controle de natalidade. Não podemos mais fazer discursos demagógicos, propondo leis e meios de governo para apoiar essas pessoas pobres que estão cada vez mais proliferando em todo o país. [...] Pessoas que não estão preparadas para ter filhos, não deveriam tê-las. É isso que eu defendo e não estou preocupado em conseguir votos no futuro. Já passou da hora de discutir uma política para conter essa explosão demográfica, caso contrário, continuaremos votando nesta Câmara apenas assuntos como o Bolsa Família, empréstimos para os pobres, senhas de gás, etc. Métodos [de controle de natalidade] têm que ser fornecidos para aqueles que, infelizmente, são ignorantes e não têm meios para controlar seus filhos. Porque nós [como classe média alta] somos capazes de controlar os nossos. Pessoas pobres não controlam [deles].— 
No dia 9 de agosto de 2019, ao responder a uma pergunta sobre a possibilidade de haver desenvolvimento com preservação ambiental, Bolsonaro disse: "É só você deixar de comer menos um pouquinho. Quando se fala em poluição ambiental, é só você fazer cocô dia sim, dia não que melhora bastante a nossa vida também, está certo?" Na sequência da entrevista, Bolsonaro apontou que 70 milhões de pessoas nascem no mundo todos os anos e, em seguida, defende uma política de planejamento familiar como forma de combater a poluição. "Não é controle não, você vai botar na capa da Folha amanhã que eu tô dizendo que tem que ter controle de natalidade. Planejamento familiar. As pessoas que têm mais cultura têm menos filhos. Eu sou uma exceção à regra, tenho cinco, está certo? Mas, como regra, é isso", disse.

### Conselhos profissionais
Jair Bolsonaro é contra o Exame da Ordem dos Advogados do Brasil, prova necessária para que bacharéis em Direito possam exercer a advocacia. Em 2007, quando era deputado federal, propôs o o Projeto de Lei nº 2.426/07, a fim de que fosse extinto o exame. A proposta legislativa se encontra a espera de apreciação pelas comissões temáticas da Câmara dos Deputados. No final de 2018, quando já eleito para a Presidência, Bolsonaro deu declaração afirmando que a obrigatoriedade do exame transforma bacharéis em "boys de luxo de escritório de advocacia". A OAB emitiu nota na qual afirmou que a prova é "um importante meio para aferir a qualidade do ensino do Direito", e que é uma prática comum em diversos países. Em 2020, Bolsonaro acusou o exame de ser "caça-níquel", e que, se dependesse dele, "a carteirinha da OAB não seria exigida para advogar".
Em 2019, o Ministério da Economia elaborou proposta de emenda à Constituição (PEC) que determina o fim da obrigatoriedade de profissionais se inscreverem em conselhos profissionais, estabelecendo ainda que a regulação de profissões "somente acontecerá se houver risco de dano concreto à vida, à saúde, à segurança ou à ordem social". A OAB emitiu nota afirmando que a PEC "ceifa um dos mais importantes instrumentos de defesa da sociedade na fiscalização profissional", e que "traz na sua essência um ataque a mecanismos que protegem o cidadão". Em reação ao texto proposto, foi criada em agosto de 2019 a "Frente Parlamentar de Apoio aos Conselhos Profissionais", composta por 200 deputados e de posição contrária à PEC. No final do ano, a proposta foi retirada pelo governo, segundo o deputado federal Rogério Correia (PT-MG). O relator da PEC, deputado Édio Lopes (PL/RR), afirmou que uma nova proposta seria encaminhada ao Congresso com um tom "mais conciliador" a respeito dos interesses do governo e dos conselhos profissionais.

### Golden shower
No dia 5 de março de 2019, Bolsonaro publicou um vídeo pornográfico em sua conta no Twitter, mostrando um homem que insere o dedo no ânus e se abaixa para que outro urinasse nele. Bolsonaro sugeriu que isso era algo comum no Carnaval. No dia seguinte, publicou a pergunta: "O que é golden shower?". O termo, que significa, literalmente, "ducha dourada", se refere a atos sexuais que envolvem urinar no parceiro. A postagem do vídeo foi criticada tanto por apoiadores como por críticos de Bolsonaro, e diversos usuários relataram que denunciariam o vídeo ao Twitter por conteúdo impróprio. Alguns usuários notaram que Bolsonaro levou ao público temas que ele próprio sempre considerou impróprios para circulação em massa.
A pergunta publicada por Bolsonaro teve repercussão internacional, sendo noticiada pelo jornal estadunidense The New York Times, os britânicos The Independent e The Guardian, o paraguaio Última Hora, o argentino Infobae, o mexicano Excelsior, o espanhol El País e o francês Le Monde. No dia 19 de março, os advogados da dupla que aparecia no vídeo impetraram um mandado de segurança no Supremo Tribunal Federal (STF), exigindo que o presidente apagasse as publicações. Dois dias depois, as postagens foram apagadas.
Em junho de 2019, a Folha de S.Paulo publicou a matéria "De 'golden shower' a piada com japoneses, obsessão fálica marca Bolsonaro", onde especialistas comentam a fixação de Bolsonaro com genitais e sexualidade. O psicanalista e colunista Contardo Calligaris comentou: "se Bolsonaro se sentiu abismado com aquela situação, é porque algo ressoa nele. Não que ele tenha a fantasia de fazer isso [o golden shower], mas a dimensão sexual possível daquilo lhe apareceu em algum lugar a ponto de ouriçá-lo". Em julho de 2021, Carlos José Marques, diretor editorial da Editora Três, avaliou a linguagem de Bolsonaro, onde diz: "São abjetas, por natureza, suas expressões, desde o antológico 'golden shower', que saudou logo que tomou posse [...] Do 'golden shower' até o 'cocô' personalizado nele mesmo, foi uma sucessão escatológica de palavreado chulo e lixo mental que agridem e causam asco".

### "Pintou um clima"
Em entrevista ao FEAT. Podcast, de Paparazzo Rubro-Negro, no dia 14 de outubro de 2022, Bolsonaro disse que "pintou um clima" ao ver meninas de quatorze a quinze anos enquanto passava de moto em São Sebastião, região administrativa do Distrito Federal. Além disso, deixou implícito que elas seriam prostitutas. Tal evento ocorreu em 10 de abril de 2021. O vídeo teve ampla repercussão nas redes sociais. Alguns comentários no Twitter relacionaram a fala do presidente à pedofilia, já que as meninas são menores de idade. O termo "Bolsonaro Pedófilo" chegou ao topo dos assuntos mais comentados na plataforma. Opositores ainda questionaram por que o presidente não acionou o Ministério Público Federal, a Polícia Federal ou o Conselho Tutelar ao ver adolescentes em situação suspeita de prostituição infantil.  Diversos políticos e personalidades repudiaram as declarações.

## Crise militar
Uma crise militar foi desencadeada em março de 2021 quando as mais altas autoridades militares brasileiras renunciaram como resposta às tentativas do presidente Jair Bolsonaro de politizar as Forças Armadas. Desde o início de seu governo, Bolsonaro nomeou uma quantidade sem precedentes de militares para funções de caráter civil, buscando receber, em troca, apoio dos militares, inclusive por meio de manifestações públicas favoráveis às políticas de seu governo e contrárias às medidas adotadas pelos governadores para o enfrentamento da pandemia de COVID-19, além da defesa da decretação do Estado de Defesa, como forma de aumentar seus poderes.

## Informante dos EUA
Em discurso em Brasília, em março de 2025, Bolsonaro se disse informante dos EUA, e defendeu uma intervenção dos norte-americanos sobre o Brasil:
“Falei isso, já passei pra equipe do Trump isso aí, tá, em primeira mão, lá atrás… Eles têm uma preocupação com o Brasil, de que o Brasil se consolide como uma nova Venezuela. E nós temos que… o problema do Brasil não vai ser resolvido internamente, tem que resolver com apoio vindo de fora.”— Jair Bolsonaro — ex-presidente da república